# Liste des œuvres d'Érik Satie
La liste des œuvres d'Erik Satie recense chronologiquement les compositions musicales du compositeur français ; s'intercalent des transcriptions et arrangements de ses œuvres par d'autres compositeurs.

## Liste chronologique des œuvres d'Erik Satie

### 1879-1886 - Période du Conservatoire de Paris
| Date             | Nom de l'œuvre  | Catégorie             | Détail | Dédicace & annotations                     | Première                                                              | Éditions |
| ---------------- | --------------- | --------------------- | --- | ------------------------------------------ | --------------------------------------------------------------------- | --- |
| 1884 9 septembre | Allegro         | pour piano            | Courte pièce pour piano, composée à l'âge de 18 ans et s'inspirant de la chanson de 1850 de Frédéric Bérat (1801-1855), « Ma Normandie ». Révisé par Robert Orledge en 2016. - Allegro – (0:20) → No.1 du recueil de 1997 : « Trois pièces pour piano ». |                                            | - Milan: Teatro di Porta Romana, Giancarlo Carlini (p), 12 avril 1980 | - Ed. Alan M. Gillmor, 1972 - Ed. Nigel Wilkins, 1980 - Paris: Salabert, 1995 - Ed. Robert Orledge - Paris: Salabert, 2016 |
| 1885             | Valse-ballet    | pour piano            | Valse pour piano. Op.62(?) indiqué sur l'édition du 17 mars 1887. - Valse-ballet – (1:40 à 2:30) → No.1 du recueil de 1975 : « Deux Œuvres de jeunesse ».                                                                                                | - « à Madame Clément le Breton ».          | - Paris: Opéra-Comique Anne-Marie Fontaine (p), 7 mai 1979            | - Paris: Alfred Satie, La Musique des Familles, 17 mars 1887 - Paris: Salabert, 1975                                       |
| 1885-1887?       | Fantaisie-valse | pour piano            | Fantaisie pour piano. - Fantaisie-valse – en ré bémol majeur. (1:60 à 3:20) → No.2 du recueil de 1975 : « Deux Œuvres de jeunesse ». | - « à mon ami J. P. Contamine de Latour ». | - Paris: Opéra-Comique Anne-Marie Fontaine (p), 7 mai 1979            | - Paris: Alfred Satie, La Musique des Familles, 28 juillet 1887 - Paris: Salabert, 1975                                    |
| 1886             | Deux quatuors   | pour quatuor à cordes | Esquisses de composition pour 2 violons, alto et violoncelle. Mais aujourd'hui, des doutes sur leur destination pour les cordes sont apparues. - Premier quatuor - Second quatuor                                                                        |                                            |                                                                       | - Œuvre inachevée et inédite                                                                                               |

### 1886-1890 - Période de Montmartre
| Date                                                        | Nom de l'œuvre                          | Catégorie                         | Détail | Dédicace & annotations | Première                                                                                       | Éditions |
| ----------------------------------------------------------- | --------------------------------------- | --------------------------------- | --- | --- | ---------------------------------------------------------------------------------------------- | --- |
| 1887 février?                                               | Élégie                                  | pour voix et piano                | Mélodie pour voix et piano sur un texte de Patrice Contamine de Latour (1867-1926). - Élégie – très vague et lent. (2:30 à 3:40) « J'ai vu décliner comme un songe, Cruel mensonge » → No.2 du recueil de 1968 : « Trois mélodies de 1886 ». | - « à Mademoiselle Céleste Le Prédour ». |                                                                                                | - Paris: Alfred Satie, 1887 - Paris: Musique Contemporaine, 1968 |
| (1968)                                                      | Élégie (Arr. Robert Caby)               | pour voix et orchestre            | Orchestration avec voix, de Robert Caby (1905-1992). - Élégie – pour soprano ou ténor et orchestre : flûte, 2 hautbois (et cor anglais), clarinette, basson, cor, trompette, trombone et cordes (sans contrebasse). (2:50) → No.4 du recueil de 1968 : « Cinq mélodies orchestrées ». | |                                                                                                | - Paris: Bnf / Salabert, 1968 |
| 1887 avril-mai                                              | Trois mélodies                          | pour voix et piano                | Mélodies sur des poèmes de J. P. Contamine de Latour (1867-1926). Recueil publié en juin-juillet 1887 avec le numéro d'opus 20. (?) - No.1: Les anges – lent, en ré majeur. (2:10 à 3:10) « Vêtus de blanc, dans l'azur clair » - No.2: Les fleurs – andante, en do mineur. (1:30 à 2:20) « Que j'aime à vous voir, belles fleurs » - No.3: 'Sylvie – lent avec mélancolie, en la majeur. (2:10 à 3:30) « Elle est si belle ma Sylvie » → (Nos.1 & 3:) Nos.1 & 3 du recueil de 1968 : « Trois mélodies de 1886 » → (No.2:) No.3 du recueil de 1968 : « Trois autres mélodies » | - No.1: « à notre ami Charles Levadé » - No.2: « à Madame la Comtesse Gérald de Marguenat » - No.3: « à Mademoiselle Olga Satie »                                                                  |                                                                                                | - Paris: Alfred Satie, 1887 - Paris: Musique Contemporaine, 1968 |
| (1968)                                                      | Trois mélodies (Arr. Robert Caby)       | pour voix et orchestre            | Orchestration avec voix des 3 mélodies par Robert Caby (1905-1992). - No.1: Les anges – pour soprano ou ténor ou baryton et orchestre : 2 flûtes, 3 hautbois (et cor anglais), clarinette, basson, triangle et cordes. (2:20 à 2:50) « Vêtus de blanc, dans l'azur clair » - No.2: Les fleurs – pour soprano et orchestre : flûte, 2 hautbois (et cor anglais), 2 clarinettes, 2 bassons, 2 cors, trompette, trombone, harpe et cordes (sans contrebasse). (1:30) « Que j'aime à vous voir, belles fleurs » - No.3: Sylvie – pour soprano ou ténor ou baryton et orchestre : 2 flûtes, 3 hautbois (et cor anglais), 2 clarinettes, 2 bassons, 2 cors, trompette, trombone, triangle et cordes (sans contrebasse). (2:40) « Elle est si belle ma Sylvie » → Nos.1 à 3 du recueil de 1968 : « Cinq mélodies orchestrées ». | |                                                                                                | - Paris: Bnf / Salabert, 1968 |
| 1887 No.1: 1er septembre No.2: septembre No.3: 18 septembre | Trois sarabandes                        | pour piano                        | Trois danses pour piano. Le titre d'origine de 1887 était « Sarabandes vives ». Il existe des esquisses de 2 premières versions des danses Nos.1 et 2. Œuvre rebaptisée et révisée en 1911 par l'auteur puis en 2016 par Robert Orledge.(9:40 à 16:20) - Sarabande No.1 – en fa mineur. (3:00 à 6:40) - Sarabande No.2 – en ré dièse mineur. (3:10 à 7:00) - Sarabande No.3 – en si bémol mineur. (2:40 à 6:20) | - No.1: « à Monsieur Conrad Satie » - No.2: « à mon ami Arthur Dodement » puis en 1911 « à Maurice Ravel » - No.3: aucune                                                                          | - No.2: Paris: Salle Gaveau, Société Musicale Indépendante, Maurice Ravel (p), 16 janvier 1911 | - Paris: Alfred Satie, 1887 - No.1: Revue Musicale, 15 mars 1911 - No.2: Musica, avril 1911 - Paris: Rouart, Lerolle & Cie, 1911 - Ed. Robert Orledge - Paris: Salabert, 2016                                                                |
| (1968)                                                      | Trois sarabandes (Arr. Robert Caby)     | pour orchestre                    | Orchestration des trois danses par Robert Caby (1905-1992). (11:00) - Sarabande No.1 – pour 3 hautbois (et cor anglais), 3 clarinettes, 2 bassons, 2 cors, 2 trompettes, 2 trombones, tuba, timbales, percussions et cordes. (3:50) - Sarabande No.2 – pour 2 flûtes, 3 hautbois (et cor anglais), 3 clarinettes, 2 bassons, 2 cors, 2 trompettes, trombone, tuba, timbales, percussions et cordes. (4:00) - Sarabande No.3 – pour 2 flûtes, hautbois, 2 clarinettes, 3 bassons (et contrebasson), 2 cors, 2 trompettes, 2 trombones, 2 harpes et cordes. (3:50) | |                                                                                                | - Paris: Bnf / Salabert, 1968 |
| (1973)                                                      | Sarabande No.1 (Arr. René Berthelot)    | pour quintette de cuivres         | Arrangement de René Berthelot (1903-1999) pour quintette de cuivres. - Sarabande No.1 – pour cor, 2 trompettes, trombone et tuba. (3:50) | |                                                                                                | - New York: Salabert, 1973 |
| 1887 décembre                                               | Chanson                                 | pour voix et piano                | Mélodie sur un poème de Patrice Contamine de Latour (1867-1926). Publié en janvier 1888 avec l'opus 52. (?) - Chanson – (1:20) « Bien courte, hélas ! est l'espérance » → No.1 du recueil de 1968 : « Trois autres mélodies ». | - « à Mademoiselle Valentine de Bret ». |                                                                                                | - Paris: Alfred Satie, 1888 - Paris: Musique Contemporaine, 1968 |
| 1886-1888 d'avril 1886 à 1888                               | [Quatre] ogives                         | pour piano ou orgue               | Quatre pièces pour piano ou orgue. Le titre est inspiré de l'arc gothique des vitraux de Notre-Dame à Paris. Robert Orledge a révisé la No.2 en 2016. - Première ogive – très lent. (1:40 à 3:30) - Deuxième ogive – très lent. (1:40 à 4:00) - Troisième ogive – très lent. (1:30 à 3:30) - Quatrième ogive – très lent. (1:30 à 3:60) | - No.1: « à J.P. Contamine de Latour » - No.2: « à Charles Levadé » - No.3: « à Madame Clément de Breton » - No.4: « à Conrad Satie »                                                              |                                                                                                | - Paris: Erik Satie, 1889 - Paris: Le chant du monde, 1965 - Ed. Robert Orledge - Paris: Salabert, 2016 |
| 1888 No.1: février No.2: mars No.3: 2 avril                 | Trois gymnopédies                       | pour piano                        | Trois pièces pour piano inspirées par les danses grecques de l'antiquité. Le mot « gymnopédie » se traduit en grec par « danse de jeunes hommes nus ». - Gymnopédie No.1 – lent et douloureux (en ré majeur). (2:10 à 6:30) - Gymnopédie No.2 – lent et triste (en do majeur). (2:00 à 6:00) - Gymnopédie No.3 – lent et grave (en la mineur). (1:50 à 5:00) | - No.1: « à Mademoiselle Jean de Bret » (Valentine) - No.2: « à mon ami Arthur Dodement » puis en 1912 « à Conrad Satie » - No.3: « à Monsieur Georges Mathias » puis en 1912 « à Charles Levadé » | - No.3: Paris: Salle Gaveau, Société Musicale Indépendante, Maurice Ravel (p), 16 janvier 1911 | - No.1: Paris: La Musique des Familles, 18 août 1888 - No.3: Paris: Ed. Satie, imp. Dupré, novembre 1888 - Nos.1 & 2: Paris: Ed. Satie, imp. Dupré, avril 1895 - Paris: E. Baudoux & Cie, 1898 - Paris: Rouart, Lerolle & Cie, novembre 1912 |
| (1896)                                                      | Deux gymnopédies (Arr. Claude Debussy)  | pour orchestre                    | Orchestration de deux pièces par Claude Debussy (1862-1918), pour qui la gymnopédie No.2 ne se prêtait pas à l'exercice. (6:20 à 8:00) - Gymnopédie I. (→ No.3) – lent et grave, pour 2 flûtes, hautbois, 4 cors et cordes (violons I & II, altos, violoncelles et contrebasses). (2:30 à 4:20) - Gymnopédie II. (→ No.1) – lent et douloureux, pour 2 flûtes, hautbois, 4 cors, 2 harpes, cymbale et cordes (violons I & II, altos, violoncelles et contrebasses). (3:00 à 4:10) | | - Paris: Salle Erard, Gustave Doret (dir), 20 février 1897                                     | - Paris: E. Baudoux & Cie, 1897 ou 1898 - Révision: Eulenburg: Ed. Peter Dickinson, 1980 |
| (1965)                                                      | Gymnopédie No.2 (Arr. Roland-Manuel)    | pour orchestre                    | Orchestration de la Gymnopédie No.2 par Alexis Roland-Manuel (1891-1966). - Gymnopédie No.2 – pour 2 flûtes, hautbois, clarinette, 4 cors, trompette, célesta, percussions, 2 harpes et cordes. (4:00) | |                                                                                                | - Paris: Salabert |
| (1918)                                                      | Gymnopédie No.3 (Arr. Albert Stoessel)  | pour violon et piano              | Arrangement pour violon et piano d'Albert Stoessel (1894-1943). | |                                                                                                | - New York: Carl Fischer, 1918 |
| 1889 8 ou 9 juillet                                         | Gnossienne [No.5]                       | pour piano                        | Danse pour piano. Première gnossienne à avoir été composée, elle sera numérotée no 5 et éditée en 1968 par Robert Caby (1905-1992). Révision de Robert Orledge en 2016. - Gnossienne [No.5] – modéré. (2:10 à 5:00) | |                                                                                                | - Paris: Musique Contemporaine, 1968 - Ed. Robert Caby - Ed. Robert Orledge - Paris: Salabert, 2016 |
| (1968)                                                      | Gnossienne No.5 (Arr. Robert Caby)      | pour orchestre                    | Orchestration de Robert Caby (1905-1992). - Gnossienne No.5 – pour 2 flûtes (et piccolo), hautbois, clarinette, 2 bassons, cor, percussions, harpe et cordes. (3:20) | |                                                                                                | - Paris: Bnf / Salabert, 1968 |
| 1889 juillet?                                               | Chanson hongroise (Rec. Grete Wehmeyer) | pour piano                        | Esquisse d'une pièce inachevée pour piano, inspirée par la musique traditionnelle roumaine, durant l'Exposition Universelle de 1889. Reconstruite et éditée en 1974 par Grete Wehmeyer (de) (1924-2011) puis révisée par Robert Orledge en 2016. - Chanson hongroise – (0:25) | |                                                                                                | - Ed. G. Wehmeyer, 1974 - Ed. Robert Orledge - Paris: Salabert, 2016 |
| 1889-1893? Nos.1 & 3: 1889 à 1890 No.2: avril 1893?         | Trois gnossiennes                       | pour piano                        | Ces 3 premières pièces, d'un ensemble de six gnossiennes, ont été composées de 1889 à 1890, voire avril 1893 (fin de la composition, révision ou copie?) pour la deuxième. (6:30 à 14:30) - Gnossienne No.1 – lent. (2:40 à 6:20) - Gnossienne No.2 – avec étonnement. (1:30 à 3:40) - Gnossienne No.3 – lent (2:00 à 4:50) | - No.1: aucune puis en 1913 « à Roland-Manuel » - No.2: « à Antoine de La Rochefoucauld », puis en 1913 aucune - No.3: aucune                                                                      |                                                                                                | - Nos.1 & 3: Paris: Le Figaro Musical no 24, septembre 1893 - No.2: Paris: Le Cœur no 7, octobre 1893 - Paris: Rouart, Lerolle & Cie, 1913                                                                                                   |
| (1939)                                                      | Gnossienne No.3 (Arr. Francis Poulenc)  | pour orchestre                    | Orchestration de Francis Poulenc (1899-1963). - Gnossienne No.3 – pour 2 flûtes, 2 hautbois, (et cor anglais), 2 clarinettes, 2 bassons, 2 cors, 2 trompettes, 2 trombones, harpe et cordes. (2:50) → No.3 du recueil : « Deux préludes posthumes et une gnossienne (FP.104) » | |                                                                                                | - Paris: Salabert |
| (1965)                                                      | Trois gnossiennes (Arr. John Lanchbery) | musique de ballet, pour orchestre | Orchestration pour le ballet « Monotones (partie I.) » par John Lanchbery (en) (1923–2003). Pour 2 flûtes, 2 hautbois (et 1 cor anglais), 2 clarinettes, 2 bassons, 4 cors, 1 trompette, timbales, 2 harpes, célesta et cordes. - Gnossienne No.1 – moderato con moto. (2:50) - Gnossienne No.2 – un poco lento. (1:50) - Gnossienne No.3 – un poco lento. (2:40) → Nos.2 à 4 de « Monotones I. » enregistré le 30 juillet 1976 | | - Londres: Covent Garden le 25 avril 1966 pour le ballet complet, parties I+II                 | - Ed. Boosey & Hawkes (Salabert) |
| 1890 5 décembre                                             | Danse                                   | musique de chambre                | Morceau pour petit orchestre, probablement composé pour le projet « La Princesse Maleine » de 1891, mais qui sera arrangé en 1903 pour la pièce No.6 des « 3 Morceaux en forme de poire ». Pour 2 flûtes, hautbois, 2 clarinettes, basson, timbales et harpe. - Danse. | |                                                                                                | - Ed. Gowers, 1966 |

### 1891-1895 - Période mystique
| Date                                                                        | Nom de l'œuvre | Catégorie                                               | Détail | Dédicace & annotations | Première | Éditions |
| --------------------------------------------------------------------------- | --- | ------------------------------------------------------- | --- | --- | --- | --- |
|                                                                             | |                                                         | | | | |
| 1891 janvier                                                                | [Première pensée Rose+Croix] ou [Modéré] ou [Pièce Rose+Croix sans titre]                                                         | pour piano                                              | Pièce de caractère et de « musique décorative » pour piano, composée pour l'ordre de La Rose+Croix du Temple et du Graal, mouvement artistique créé en 1890 par Joséphin Péladan (1858-1919). Sans titre, mais avec son annotation « Modéré », elle sera nommée et éditée en 1968 par Robert Caby, puis révisée et débaptisée par Robert Orledge en 2016 pour « [Pièce sans titre] ». - [Première pensée Rose+Croix] – modéré. (0:50 à 1:30) | Composée pour la Rose+Croix | | - Paris: Musique Contemporaine, 1968 - Ed. Robert Caby - Ed. Robert Orledge - Paris: Salabert, 2016 |
| (1968)                                                                      | Première pensée Rose+Croix (Arr. Robert Caby)                                                                                     | pour orchestre                                          | Orchestration réalisée par Robert Caby (1905-1992). - Première pensée Rose+Croix – pour 2 flûtes, hautbois, 2 clarinettes, 2 bassons, 1 cor, harpe et cordes (sans contrebasse). (1:20) | | | - Paris: Bnf / Salabert, 1968 |
| 1891 22 janvier                                                             | Gnossienne [No.4] | pour piano                                              | Danse lente pour piano composée en la mineur, numérotée et éditée en 1968 par Robert Caby (1905-1992). - Gnossienne [No.4] – lent. (1:30 à 7:00) | | | - Paris: Musique Contemporaine, 1968 - Ed. Robert Caby |
| (1968)                                                                      | Gnossienne No.4 (Arr. Robert Caby)                                                                                                | pour orchestre                                          | Orchestration de Robert Caby (1905-1992). - Gnossienne No.4 – pour 1 flûte, hautbois, clarinette, basson, cor, cymbales, harpe et cordes. (3:30) | | | - Paris: Bnf / Salabert, 1968 |
| 1891                                                                        | Menuet de « La Princesse Maleine »                                                                                                | musique de scène, pour piano                            | Projet d'adaptation de la pièce de Maurice Maeterlinck (1862-1949) publiée en 1890. Après quelques travaux (voir « Danse » de 1890), le projet a été abandonné car promis à Vincent d'Indy (1851-1931) en 1891. | | | - Œuvre inachevée et perdue |
| 1891 28 octobre                                                             | Leitmotiv du « Panthée » | pour piano                                              | Pièce (instrument non précisé), traditionnellement jouée sur piano, intégrée au roman de Joséphin Péladan (1858-1918) « Le Panthée », (la Décadence latine, tome X), paru en 1892. - Leitmotiv – lent et calme. (1:10) | Composée pour la Rose+Croix - « au Sâr Joséphin Péladan »' | | - Paris: E. Dentu, 1892 |
| 1891 novembre                                                               | Le Prince de Byzance | musique de scène, pour orgue                            | Collaboration au drame romanesque en cinq actes de Joséphin Péladan (1858-1918) publié en livret en 1896. Musique de scène pour voix (acteurs, solistes et chœur) et orgue. La pièce sera rejetée par plusieurs Théâtres et ne sera probablement jamais jouée. La musique réalisée partiellement ou en totalité par Satie est perdue sauf Salut drapeau !. - Prélude du « Prince de Byzance » - Acte I. – Au Moustier - Acte II. – Au Palais – (scène 9, → Salut drapeau !) - Acte III. – La fin du rêve - Acte IV. – Le champ de bataille - Acte V. – In extremis | Composée pour la Rose+Croix | | - Livret: Paris: Ed.Chamuel, 1896 - Œuvre inachevée? et perdue |
| 1891 2 novembre                                                             | Salut Drapeau ! ou [Hymne au drapeau]                                                                                             | pour voix et piano ou voix et orgue ou chorale et orgue | Hymne pour voix seule et piano, ou voix seule et orgue (a), ou chorale à l'unisson et orgue (b), tiré de la musique de scène du roman dramatique « Le Prince de Byzance », scène 9, acte II. sur un poème de Joséphin Péladan (1858-1918) . Révisé et édité en 1968 par Robert Caby (1905-1992), qui en a également donné le titre « Hymne au drapeau ». - Salut Drapeau ! – calme et doux. (3:40 à 5:10) « Langes de tous les fils, Manteaux de tous les pères » | Composé pour la Rose+Croix | | - Paris: Salabert, 1968, ed. Robert Caby - Niedernhausen: Kemel, 2016, ed. Philippe Malhaire, urtext |
| (1968)                                                                      | Salut Drapeau ! (Arr. Robert Caby)                                                                                                | pour voix et orchestre                                  | Orchestration avec voix de Robert Caby (905-1992). - Salut Drapeau ! – pour chœur de femmes ad lib. et orchestre : 4 flûtes, 2 clarinettes, 2 bassons, 2 cors, 2 trompettes, 2 trombones, percussions, harpe et cordes (sans contrebasse). (3:40) « Langes de tous les fils, Manteaux de tous les pères » | | | - Paris: Bnf / Salabert, 1968 |
| (1981)                                                                      | Salut Drapeau ! (Arr. Robert Caby)                                                                                                | pour cordes et harpe                                    | Orchestration pour quatuor à cordes d'orchestre et harpe, de Robert Caby (1905-1992). - Salut Drapeau ! – pour cordes et harpe. (3:40) | | | - Paris: Bnf / Salabert, 1981? |
| (2016)                                                                      | Salut Drapeau ! (Arr. Philippe Malhaire)                                                                                          | pour flûte et piano                                     | Transcription pour flûte traversière et piano, de Philippe Malhaire. - Salut Drapeau ! – pour flûte traversière et piano. (3:50) | | | - Niedernhausen: Kemel, 2016 |
| 1891 décembre?                                                              | Le Fils des étoiles (Musique de scène pour la pastorale kaldéenne en trois actes)                                                 | musique de scène, pour flûte et harpe ou harmonium      | Musique de scène pour la pièce de Joséphin Péladan (1858-1918) pour flûtes et harpes (ou harmonium). Seuls les 3 préludes ont été joués lors de la première, en mars 1892. Musique à l'origine composée pour orchestre, seule la réduction des préludes pour piano de 1896 et la « Gnossienne » subsistent. Reconstruit pour piano en 1972 par Robert Caby. - Prélude du premier acte : La vocation – (final, → « Gnossienne ») Acte I. - Thème décoratif : La nuit de Kaldée - Prélude du deuxième acte : L'initiation Acte II. - Thème décoratif : La salle basse du grand temple - Prélude du troisième acte : L'incantation Acte III. - Thème décoratif : La terrasse du Palais du Patesi Goudea | Composée pour la Rose+Croix | - Paris: première soirée de l'Ordre, Galerie Durand-Ruel, 19 ou 22 mars 1892 | - Œuvre perdue |
| (1896)                                                                      | Trois préludes du « Fils des étoiles » (Arr. Erik Satie)                                                                          | pour piano                                              | Arrangement des 3 préludes, réalisé par Érik Satie en 1896 pour piano solo. Révisé en 1972 par Robert Caby. - No.1: Prélude du premier acte - La vocation – modéré (en blanc et immobile). (3:20 à 5:10) - No.2: Prélude du deuxième acte - L'initiation – avec calme (dans la tête). (2:50 à 4:30) - No.3: Prélude du troisième acte - L'incantation – très lent (très bien). (4:10 à 6:00) | Composé pour la Rose+Croix | - No.1: Paris: Salle Gaveau, Société Musicale Indépendante, Maurice Ravel, 16 janvier 1911                                                                                           | - Paris: E. Baudoux & Cie, 1896 - Paris: Rouart, Lerolle & Cie, 1920 - Révision: Paris: Salabert, 1973 |
| (1891)                                                                      | Gnossienne [No.7] ou (Gnossienne du « Fils des étoiles »)                                                                         | pour piano                                              | Partie finale du premier acte du Fils des étoiles, nommée « Gnossienne » par Satie lui-même, dans une correspondance écrite. La pièce sera reprise dans la pièce No.1 de Trois Morceaux en forme de poire. Révision en 2016 par Robert Orledge. - Gnossienne [No.7]: allez – calme. (3:00 à 4:50) | Composée pour la Rose+Croix | | - Leipzig: Edition Peters, 1986 - Ed. Robert Orledge - Paris: Salabert, 2016 |
| (1892?)                                                                     | Le Fils des étoiles préludes Nos.1 & 2 (Arr. Roland-Manuel)                                                                       | pour orchestre                                          | Orchestration de Roland-Manuel (1891-1966). - Le Fils des étoiles, préludes Nos.1 & 2 – pour 3 flûtes, 3 hautbois (et cor anglais), 2 clarinettes, 3 bassons, 4 cors, 3 trompettes, 3 trombones, timbales, célesta, 2 harpes et cordes. (5:00) | | | - Paris: Salabert |
| (1909)                                                                      | Le Fils des étoiles préludes (Arr. Maurice Ravel)                                                                                 | pour orchestre                                          | Orchestration par Maurice Ravel (1891-1966) en 1909 des trois préludes (A.18) mais l'œuvre est aujourd'hui perdue. | | | |
| (1972)                                                                      | Le Fils des étoiles (musique de scène pour la wagnérie kaldéenne en trois actes) (Rev. Robert Caby)                               | pour piano                                              | Reconstruction pour piano par Robert Caby (1905-1992), des thèmes décoratifs inédits et rajoutés aux préludes. (60:00) - Prélude du premier acte : La vocation – modéré (en blanc et immobile). (3:10) Acte I. - Thème décoratif : La nuit de Kaldée – plus lent. (17:20) - Prélude du deuxième acte : L'initiation – avec calme (dans la tête). (2:50) Acte II - Thème décoratif : La salle basse du grand temple – lent. (14:20) - Prélude du troisième acte : L'incantation – très lent (très bien) (4:50) Acte III. - Thème décoratif : La terrasse du Palais du Patesi Goudea – lent. (16:50) | | | - Paris: Salabert, 1973 |
| 1891 novembre Correction: février 1892                                      | [Trois] Sonneries de la Rose+Croix                                                                                                | pour trompettes et harpes ou orchestre?                 | Morceaux pour trois fanfares de trompettes de lévites et harpes (ou orchestre), exclusivement réservés aux cérémonies de l'Ordre afin d'en donner un caractère secret et mystique. Œuvre perdue mais reconstruite à partir de la réduction pour piano. - No.1: Air de l'ordre. - No.2: Air du grand maître. - No.3: Air du grand prieur [Sonnerie de l'Archonte]. | Composée pour la Rose+Croix - No.2: « Le Sâr Joséphin Péladan » - No.3: « Le Comte Antoine de La Rochefoucauld » | - Nos.1 & 2: Paris: Église St-Germain-l'Auxerrois, 10 mars 1892 - Paris: première soirée de l'Ordre, Galerie Durand-Ruel, 19 ou 22 mars 1892                                         | - Paris: publiée par les soins de la Rose+Croix, Imp. Dupré, 1892 - Œuvre perdue puis reconstruite |
| (1892)                                                                      | [Trois] Sonneries de la Rose+Croix (Arr. Érik Satie)                                                                              | pour piano                                              | Réduction des 3 pièces pour piano solo par Érik Satie. Robert Orledge a révisé la No.2 en 2016. - No.1: Air de l'ordre – lent et détaché, sans sécheresse. (3:20 à 5:30) - No.2: Air du grand maître – lent. (4:30 à 6:40) - No.3: Air du grand prieur – détaché et lent. (2:40 à 4:10) | Composée pour la Rose+Croix - No.2: « Le Sâr Joséphin Péladan » - No.3: « Le Comte Antoine de La Rochefoucauld » | | - Paris: Rouart, Lerolle & Cie, 1910 - Révision: Paris: Salabert, 1971 - Ed. Robert Orledge - Paris: Salabert, 2016 |
| (1981)                                                                      | Trois Sonneries de la Rose+Croix (Arr. Robert Caby)                                                                               | pour orchestre                                          | Orchestration pour 15 musiciens, réalisée par Robert Caby (1905-1992). - Trois Sonneries de la Rose+Croix – pour 3 flûtes, 3 bassons, 3 trompettes, 3 trombones et 3 harpes. (11:30) | | | - Paris: Salabert, 1981? |
| 1892 mai                                                                    | Danses romaines | musique de ballet pour orchestre                        | Projet de danses pour orchestre envisagé pour l'élection à l'Académie des Beaux-Arts en mai 1892, après le décès d'Ernest Guiraud (1837-1892), mais qui n'a probablement pas été commencé. | | | - Œuvre perdue ou avortée |
| 1892 mai                                                                    | Danses byzantines | musique de ballet pour orchestre                        | Projet de danses pour orchestre également envisagé pour l'élection à l'Académie des Beaux-Arts de mai 1892, mais qui n'a probablement pas été commencé. | | | - Œuvre perdue ou avortée |
| 1892 mai                                                                    | Kharaseos | opéra                                                   | Projet de création d'un opéra en un acte, envisagé lui aussi pour l'élection à l'Académie des Beaux-Arts de mai 1892. Aucune trace d'un quelconque début de composition ni de textes. | | | - Œuvre perdue ou avortée |
| 1892                                                                        | Fête donnée par des chevaliers normands en l'honneur d'une jeune demoiselle (XIe siècle                                           | pour piano                                              | Prélude pour piano à l'inspiration du XIe siècle.. - [Fête donnée par des chevaliers normands en l'honneur d'une jeune demoiselle (XIe siècle)] – lent. → No.1 du recueil : « Quatre Préludes » | | | - Paris: Rouart, Lerolle & Cie, 1929 |
| (1939)                                                                      | Fête donnée par des chevaliers normands en l'honneur d'une jeune demoiselle (Arr. Francis Poulenc)                                | pour orchestre                                          | Orchestration de Francis Poulenc (1899-1963). - Fête donnée par des chevaliers normands en l'honneur d'une jeune demoiselle – pour 2 flûtes, 2 hautbois, (et cor anglais), 2 clarinettes, 2 bassons, 2 cors, 2 trompettes, 2 trombones, harpe et cordes. → No.1 du recueil : « Deux Préludes posthumes et une Gnossienne (FP.104) » | | | - Paris: Salabert |
| 1892 12 juin                                                                | [Deux] Préludes du « Nazaréen »                                                                                                   | musique de scène pour piano                             | Préludes extraits de la pièce Le Nazaréen, drame ésotérique en 3 actes d'Henri Mazel (1864-1947). - [Premier] prélude du Nazaréen – assez lent. - [Second] prélude du Nazaréen – assez lent. → Nos.3 & 4 du recueil : Quatre Préludes | | | - Livret: Paris: Ed. Albert Savine, 1891 - Paris: Rouart, Lerolle & Cie, 1929 |
| (1939)                                                                      | Premier prélude du « Nazaréen » (Arr. Francis Poulenc)                                                                            | pour orchestre                                          | Orchestration de Francis Poulenc (1899-1963). - Premier prélude du Nazaréen – pour 2 flûtes, 2 hautbois, (et cor anglais), 2 clarinettes, 2 bassons, 2 cors, 2 trompettes, 2 trombones, harpe et cordes. (2:30) → No.2 du recueil : Deux Préludes posthumes et une Gnossienne (FP.104) » | | | - Paris: Salabert |
| 1892 juillet                                                                | Le bâtard de Tristan | Opéra                                                   | Projet d'opéra en trois actes « anti wagnérien », sur des textes d'Albert Tinchant (1860-1892). Œuvre perdue ou probablement jamais commencée. | | - Opéra envisagé pour le Grand Théâtre de Bordeaux | - Annoncé dans Le Courrier du Soir du 22 juillet 1892 - Œuvre perdue ou avortée |
| 1892 Version 1: septembre au 17 novembre Version 2: novembre au 17 décembre | Uspud (ballet chrétien en trois actes) (2 versions)                                                                               | musique de ballet pour petit orchestre                  | Musique de ballet sur un argument de Patrice Contamine de Latour (1867-1926). → Première version – de novembre : pour flûtes, harpes et cordes. → Deuxième version – de décembre : pour flûtes, harpes et quatuor de cordes, avec une scénographie différente des 3 actes. - Acte I. – Une plage déserte – lent. - Acte II. – La maison d'Uspud – très lent. - Acte III. – Le sommet d'une montagne – très lent. | | - Paris: Théâtre d'Ombres de l'Auberge du Clou, 1892 | - Version 2: Paris: Imp. Artistique, 1893 - Paris: Uspud brochure, 1895 |
| (1892) décembre                                                             | Uspud (ballet chrétien en trois actes) (Arr. Érik Satie de la deuxième version)                                                   | musique de ballet pour harmonium ou piano               | Réduction pour harmonium (ou piano) d'Erik Satie de la seconde version, révisé par Robert Caby (1905-1992). - Acte I. – lent. (8:00 à 14:00) - Acte II. – très lent. (5:00 à 7:30) - Acte III. – très lent. (7:10 à 10:00) | | - Paris: Opéra-Comique, sur des projections de Robert Doisneau. Michel Tranchant (p), Hubert Camerlo (nar), 9 mai 1979                                                               | - Paris: Musique Contemporaine, 1970 |
| (1968)                                                                      | Uspud (ballet chrétien en trois actes) (Arr. Robert Caby)                                                                         | pour orchestre                                          | Orchestration de Robert Caby (1905-1992). - Uspud – pour 2 flûtes, 2 hautbois, 2 bassons, 2 cors, 2 trompettes, 2 trombone, vibraphone, percussions, harpe, célesta et cordes. (21:20) | | | - Paris: Bnf / Salabert, 1968 |
| 1892 décembre                                                               | Noël | musique de scène pour piano                             | Saynète en ombres chinoises avec piano sur des textes de Vincent Hyspa (1865-1938), jouée le 25 décembre 1892 dans les caves de l'Auberge du Clou. Mise en scène de Miquel Utrillo (1862-1934). Œuvre perdue mais des fragments ont permis de restituer en partie la partition pour piano. | | - Paris: Théâtre d'Ombres de l'Auberge du Clou, avec Henri de Wendel, 24 décembre 1892                                                                                               | - Œuvre perdue en partie reconstruite |
| 1892-1893?                                                                  | Prélude d'Eginhard | pour piano                                              | Morceau pour piano, peut-être pour scène, mais l'auteur et le scénario de la pièce n'est pas connu. - Prélude d'Eginhard – lent. (2:00 à 2:50) → No.2 du recueil : Quatre Préludes | | | - Paris: Rouart, Lerolle & Cie, 1929 |
| (1952)                                                                      | Prélude d'Eginhard (Arr. Robert Caby)                                                                                             | pour orchestre                                          | Orchestration de Robert Caby (1905-1992). - Prélude d'Eginhard – pour 2 flûtes, 2 hautbois, clarinette, 2 bassons, 2 cors, trompette, trombone, timbales, 2 percussions et cordes. (2:00) | | | - Paris: Salabert |
| (1965)                                                                      | Prélude d'Eginhard (Arr. John Lanchbery)                                                                                          | musique de ballet, pour orchestre                       | Orchestration pour le ballet « Monotones (partie I.) » par John Lanchbery (en)(1923–2003). - Prélude d'Eginhard – pour 2 flûtes, 2 hautbois (et cor anglais), 2 clarinettes, 2 bassons, 4 cors, trompette, timbales, 2 harpes, célesta et cordes. (1:20) → No.1 de « Monotones I. » enregistré le 30 juillet 1976 | | - Londres: Covent Garden le 25 avril 1966 pour le ballet complet, parties I+II | - Boosey & Hawkes (Salabert) |
| 1893 du 21 au 23 mars                                                       | Danses Gothiques (Cultifiement et coadunation choristique. Neuvaine pour le plus grand calme et la forte tranquillité de mon âme) | pour piano                                              | Premier triptyque de la période mystique d'Érik Satie, composé de neuf danses pour piano. Une œuvre réalisée lors de sa relation tumultueuse avec Suzanne Valadon - No.1: À l'occasion d'une grande peine – très lent. (2:40 à 6:40) - No.2: Dans laquelle les pères de la très véritable et très sainte église sont invoqués' – (0:50 à 1:50) - No.3: En faveur d'un malheureux – (0:20 à 0:40) - No.4: À propos de Saint Bernard et de Sainte Lucie, – (0,40 à 1:30) - No.5: Pour les pauvres trépassés – (2:40 à 5:40) - No.6: Où il est question du pardon des injures reçues – (1:00 à 2:00) - No.7: Par pitié pour les ivrognes, honteux, débauchés, imparfaits, désagréables et faussaires en tous genres – (0:40 à 1:30) - No.8: En le haut honneur du vénéré Saint Michel, le gracieux archange – (0:50 à 2:00) - No.9: Après avoir obtenu la remise de ses fautes – (0,40 à 2:00) | - « à la transcendante, solennelle, et représentative extase de Saint Benoit ; Préparatoire et. méthodique du très puissant Ordre des Bénédictins » - et « Le 21 mars de 1893 à Paris, le soleil étant sur la Terre » | | - No.1: Paris: Revue musicale (SIM), du 15 mars 1911 - Paris: Rouart, Lerolle & Cie, 1929 |
| 1893 2 avril                                                                | Bonjour Biqui, Bonjour! (en) | pour voix et piano                                      | Mélodie pour soprano et piano. Biqui était le surnom de la compagne d'Erik Satie, Suzanne Valadon. - Bonjour Biqui, Bonjour ! – très lent (2:20) « Bonjour Biqui, Bonjour ! » | - pour dédicace, un petit portrait de Suzanne Valadon (Biqui), dessiné par Erik Satie | | - Paris: Templier/Rieder, 1932 - Ed. Nigel Wilkins, 1980 |
| 1893 avril                                                                  | Vexations | pour piano                                              | Pièce pour instrument non spécifié mais interprétée régulièrement au piano dont le motif doit être répété 840 fois ! Cette œuvre au caractère minimaliste a donné libre cours à de nombreuses variations. - Vexations – très lent. - motif original - interprétation intégrale de l'œuvre - variations (répétitions et variations au choix de l'interprète) → No.2 du | - « note de l'auteur: Pour se jouer 840 fois de suite ce motif, il sera bon de se préparer au préalable, et dans le plus grand silence, par des immobilités sérieuses »                                               | - Sussex: Lewes Grammar School, Richard Dave Hames (p), 1958 - New York: Pocket Theatre (durée 18:40), John Cage et 9 autres pianistes plus 2 remplaçants, les 9 & 10 septembre 1963 | - Ed. John Cage, Contrepoints No.6, 1949 - Ed. John Cage, Art News Annual no 27, 1958 - Paris: Max Eschig, 1969 |
| 1893                                                                        | [Prière] | pour piano                                              | Fragment d'un exercice harmonique pour piano, nommé et publié par Robert Caby (1905-1992) en 1968. - [Prière] – lent (avec ferveur). (1:00 à 2:00) → No.1 du recueil de 1969 : Pages mystiques | | | - Paris: Max Eschig, 1969 - Ed. Robert Caby, 1968 |
| 1893                                                                        | Ontrotance | musique de ballet                                       | Projet de ballet en un acte, envisagé en collaboration avec Patrice Contamine de Latour(1867-1926). Annoncé « en préparation » en 1893, il n'en reste aucune trace à ce jour. | | | - Annoncé dans la brochure Uspud en avril 1893 - Œuvre inachevée ou avortée |
| 1893                                                                        | Corcleru | musique de ballet                                       | Projet de ballet en trois actes envisagé également en collaboration avec Patrice Contamine de Latour(1867-1926). Annoncé en 1893, il n'en reste aucune trace à ce jour. | | | - Annoncé dans la brochure Uspud en avril 1893 - Œuvre inachevée ou avortée |
| 1893                                                                        | Irnebizolle | musique de ballet                                       | Projet de ballet en deux actes, avec Patrice Contamine de Latour (1867-1926). Annoncé en 1893, il n'en reste également aucune trace à ce jour. | | | - Annoncé dans la brochure Uspud en avril 1893 - Œuvre inachevée ou avortée |
| 1893                                                                        | Tumisrudebude | musique de ballet                                       | Projet de ballet en trois actes, avec la collaboration de Patrice Contamine de Latour(1867-1926). Annoncé en avril 1893, il n'en reste aucune trace à ce jour. | | | - Annoncé dans la brochure Uspud en avril 1893 - Œuvre inachevée ou avortée |
| 1893 juin?                                                                  | Roxane | pour voix et orchestre                                  | Mélodie pour voix et orchestre (ou piano), sur des textes de Patrice Contamine de Latour (1867-1926). Les paroles et la musique sont perdues. | | | - Annoncée dans un courrier pour Conrad Satie du 22 juin 1893 - Œuvre perdue |
| 1893 15 juillet                                                             | Modéré ou [Sans titre: Peut-être pour la «Messe des pauvres»]                                                                     | musique sacrée pour orgue ou piano                      | Exercice harmonique pour piano, probablement créé pour orgue. A pu faire partie de la Messe des pauvres. Renommée en 2016 par Robert Orledge. - Modéré – → No.2 du recueil Trois pièces pour piano de 1997. | | | - Paris: Salabert, 1995 - Ed. Robert Orledge - Paris: Salabert, 2016 |
| 1894 février?                                                               | Prélude de « La Porte héroïque du Ciel » (Drame ésotérique en un acte de Jules Bois)                                              | musique de scène pour piano                             | Musique de scène pour la pièce en un acte de Jules Bois (1868-1943) La Porte héroïque du Ciel. Second triptyque de la période mystique d'Érik Satie. Cependant, cette œuvre annonce la fin des angoisses de fin de siècle de l'auteur. - Prélude de « La Porte héroïque du Ciel » – calme et profondément doux. (3:30 à 5:40) | Composé pour la Rose+Croix et dédicacé à lui-même : - « je me dédie cette œuvre E.S. » | - Paris: Théâtre de l'Œuvre, 29 mai 1894 | - Livret: Paris: Librairie de l'Art Indépendant, mars 1894 - Paris: Le Chœur, no 2 de mars 1894 - Paris: Rouart, Lerolle & Cie, 1912 ou 1913                                                                                     |
| (1912)                                                                      | Prélude de « La Porte héroïque du Ciel » (Arr. Roland-Manuel)                                                                     | musique de scène pour orchestre                         | Orchestré par Alexis Roland-Manuel (1891-1966) à la demande de la Société Musicale Indépendante (SMI). - Prélude de « La Porte héroïque du Ciel » – pour 3 flûtes, 3 hautbois (et cor anglais), 2 clarinettes, 3 bassons, 4 cors, 3 trompettes, 2 trombones, 1 tuba, timbales, cymbales, 2 harpes, célesta et cordes. (3:30) | | - Paris: Salle Gaveau, Société Musicale Indépendante, Désiré Émile Inghelbrecht (dir), le 17 juin 1912                                                                               | - Livret: Le Guide du Concert vol.III, 1er juin 1912 - Paris: Salabert, 1968 |
| 1894 avril                                                                  | Messe de la foi | musique sacrée pour orgue                               | Projet de messe pour orgue, envisagé pour l'élection à l'Académie des Beaux-Arts du 30 avril 1894 et du 14 avril 1896, dont il ne subsisterait qu'une esquisse. | | | - Œuvre perdue ou inachevée - Ed. Ornella Volta, 1979 |
| 1893-1895 No.IX: juin 1893 Nos.I à VIII: 1894-1895                          | Messe des pauvres (Grande messe de l'Église Métropolitaine d'Art)                                                                 | musique sacrée pour chœur et orgue ou chœur et piano    | Troisième triptyque de la période mystique d'Érik Satie, composé de textes latins pour la messe et de psaumes. Pour petit chœur d'hommes et d'enfants (ou mixte) et orgue (ou piano). Il existe des brouillons de 3 versions du mouvement III. (textes différents) et d'une première version du mouvement VIII. Ainsi que 2 brouillons pour un « Spiritus sancte deus miserere nobis » et une « Harmonies de Saint Jean ». Il y a aussi un exercice pour orgue « Modéré » qui a pu servir pour cette messe. Œuvre révisée en 1925 par Darius Milhaud (1892-1974). (17:30) - I. Prélude' – introitus (libre?) - II. Kyrie eleison – (incomplet?) - III. Dixit Dominus - IV. Prière des orgues – très chrétiennement, sans ostentation. - (V. Gloria – mouvement perdu) - VI. Commune qui mundi nefas – véritablement, sans orgueil. - VII. Chant ecclésiastique - VIII. Prière pour les voyageurs et les marins en danger de mort, à la très bonne et très auguste Vierge Marie, mère de Jésus - IX. Prière pour le salut de mon âme | | - Mouvements IV, VI et IX: Bruxelles: Concerts Pro Arte, Paul de Maleingrau (org), 3 mai 1926 - Intégrale: (sauf V), Paris: Église de la Sainte-Trinité, le 14 mars 1939             | - Mouvement V. perdu. - Extraits du No.III, Librairie de l'Art Indépendant, 1895 - No.IV, Le Chœur no 2 de juin 1895 - No.VI, Commune qui mundi nefas de janvier 1895 - Intégrale (sauf V.), Paris: Rouart, Lerolle et Cie, 1920 |
| (1929?)                                                                     | Messe des pauvres (Arr. Darius Milhaud?)                                                                                          | musique sacrée pour orgue ou piano                      | Réduction (ou révision) de la messe, pour piano solo (ou orgue) par Darius Milhaud (1892-1974) d'après les notes retrouvées chez Erik Satie en 1925, après sa mort. (18:30) - I. Kyrie eleison – (6:30) - II. Dixit Dominus – (0:40) - III. Prière des orgues – (4:20) - IV. Commune qui mundi nefas – (2:20) - V. Chant ecclésiastique – (1:10) - VI. Prière pour les voyageurs et les marins en danger de mort, à la très bonne et très auguste Vierge Marie, mère de Jésus – (0:30) - VII. Prière pour le salut de mon âme – (2:40) | | | - Paris: Rouart, Lerolle, cop.1929 - Paris: Salabert |
| (1949)                                                                      | Messe des pauvres (Arr. David Diamond)                                                                                            | musique sacrée pour chœur et orchestre                  | Orchestration avec chœur de David Diamond (1915-2005). (11:00) - I. Prélude' – largheto sostenuto. (1:50) - II. Prière Des Orgues – non troppo lento. (3:10) - III. Chant Ecclésiastique – andante cantando. (1:50) - IV. Prière Pour Les Voyageurs – lento. (0:50) - V. Prière Pour Le Salut De Mon Âme – adagio. (3:20) | | | - Ed. Koch Schwann, 1996 |
| 1895                                                                        | Harmonies | pour piano                                              | Trois pièces pour piano, révisées et éditées par Robert Caby (1905-1992). (1:10 à 2:20) - Harmonie No.1: – lent. (0:20 à 0:50) - Harmonie No.2: – très modéré. (0:90 à 1:40) - Harmonie No.3: – pas vite. (0:30) → (Nos.1 à 3) No.3 du recueil de 1969 : Pages mystiques → (Nos.1 à 3) No.9 du recueil de 1968 : Carnet d'esquisses et de croquis | | | - Paris: Musique Contemporaine, 1968 - Paris: Max Eschig, 1969 |
| (1968)                                                                      | Harmonies (Arr. Robert Caby) | pour orchestre                                          | Orchestration de Robert Caby (1905-1992). - Harmonies – pour 2 flûtes, 2 hautbois, 2 clarinettes, 2 bassons, percussions et cordes (2 violons I., 2 violons II., alto et contrebasse). (2:30) → No.1 de Carnet de croquis et d'esquisses pour orchestre. | | | - Paris: Salabert, 1968 |
| 1895 avril                                                                  | Psaumes | pour piano                                              | Œuvre pour piano, perdue ou avortée. | | | - Annoncé dans la brochure Uspud d'avril 1895 - Œuvre perdue ou avortée |

### 1897-1905 - Période humoristique
Durant deux ans, jusqu'à 1897, Satie ne compose plus aucune musique. Les raisons de cette inactivité musicale et de ce silence public sont inconnues. Pour le biographe Vincent Lajoinie, c'est par refus de formalisme après la période mystique, voulant éviter de se répéter dans ce style dont il avait épuisé les formes, qu'il choisit de revenir avec sa Gnossienne No.6 à son style montmartrois. 
| Date                                   | Nom de l'œuvre | Catégorie                             | Détail | Dédicace & annotations                                                  | Première | Éditions |
| -------------------------------------- | --- | ------------------------------------- | --- | ----------------------------------------------------------------------- | --- | --- |
|                                        | |                                       | |                                                                         | | |
| 1897 janvier                           | Gnossienne [No.6] | pour piano                            | Composition nommée 6e gnossienne et éditée en 1968 par Robert Caby (1905-1992). - Gnossienne [No.6] – avec conviction et avec une tristesse rigoureuse. (1:10 à 3:50) |                                                                         | | - Paris: Musique Contemporaine, 1968 - Ed. Robert Caby                                                                                              |
| (1968)                                 | Gnossienne No.6 (Arr. Robert Caby)                                                                                                | pour orchestre                        | Orchestration de Robert Caby (1905-1992). - Gnossienne No.6: – pour flûte, hautbois, clarinette, basson, trompette, trombone, cymbales et cordes. (1:20) |                                                                         | | - Paris: Bnf / Salabert, 1968 |
| 1897 (ou 1900?)                        | [Petite ouverture à danser] ou [Sans titre: Gnossienne?]                                                                          | pour piano                            | Pièce pour piano dans un style de gnossienne simplifié. Nommée, révisée et publiée en 1968 par Robert Caby (1905-1992). Révisée et renommée par Robert Orledge en 2016. - [Petite ouverture à danser] – très modéré, le chant bien en dehors et très scandé. (1:10 à 5:20)Révisée par Alessandro Simonetto en 2025 de manière fidèle à l’original. |                                                                         | | - Paris: Salabert, 1968 - Ed. Robert Caby - Ed. Robert Orledge - Paris: Salabert, 2016                                                              |
| (1968)                                 | Petite ouverture à danser (Arr. Robert Caby)                                                                                      | pour orchestre                        | Orchestration de Robert Caby (1905-1992). - Petite ouverture à danser – pour flûte, 2 hautbois, 2 clarinettes, 2 bassons, cor, trompette, trombone, 2 percussions et cordes.(1:40) |                                                                         | | - Paris: Bnf / Salabert, 1968 |
| 1897                                   | [Caresse] (Rev. Robert Caby) | pour piano                            | Reconstitution d'une étude pour piano par Robert Caby (1905-1992) à partir de notes retrouvées en 1968. Il en a aussi donné le titre, en référence aux annotations presque érotiques de l'auteur. - [Caresse] – très modéré, presque lent – doux |                                                                         | | - Paris : Salabert, 1968 - Ed. Robert Caby |
| (1968)                                 | Caresse (Arr. Robert Caby) | pour orchestre                        | Orchestration de Robert Caby (1905-1992). - Caresse – pour 2 flûtes, 2 hautbois, 2 clarinettes, 2 bassons, percussions et cordes (2 violons I., 2 violons II., alto et contrebasse). → No.2 de Carnet de croquis et d'esquisses pour orchestre. |                                                                         | | - Paris : Bnf / Salabert, 1968 |
| 1897 mars                              | Pièces froides | pour piano                            | Œuvre en deux recueils et six pièces, pour piano, qui marque le retour à un style gracieux et raffiné. La No.2 est tirée de l'harmonisation par Satie d'un vieux chant traditionnel anglais d'avant le 17e, « The Keel Row ». Volume I. – Airs à faire fuir. - Air No.1: – d'une manière très particulière. - Air No.2: – modestement. - Air No.3: – s'inviter. Volume II. – Danses de travers. - Danse No.1: – en y regardant à deux fois. - Danse No.2: – passer. - Danse No.3: – encore. | - vol I. « à Ricardo Viñes » - vol II. « à Madame Jules. Ecorcheville » | | - Paris: Rouart, Lerolle & Cie, 1912 ou 1913 - Paris: Salabert, 1973                                                                                |
| (1897?)                                | Pièces froides (Arr. Érik Satie)                                                                                                  | pour orchestre de chambre             | Satie commença l'orchestration de quelques pièces (plusieurs esquisses, surtout pour la No.1), mais abandonna rapidement le projet. |                                                                         | | - Projet inachevé |
| 1897                                   | Danse de travers [avant-première en forme d'air à faire fuir] (Rev. Robert Caby)                                                  | pour piano                            | Seconde version composée puis rejetée par Erik Satie de Danses de travers, révisée et éditée par Robert Caby en 1970. - Danse de travers, [avant-première en forme d'air à faire fuir] – candidement simple et subtil. (2:20) |                                                                         | | - Ed. Robert Caby - Paris: Salabert, 1970 |
| 1897?                                  | [Songerie vers «Jack»]' [Près des Airs à faire fuir]                                                                              | pour piano                            | Pièce pour piano, révisée et éditée par Robert Caby. - [Songerie vers «Jack»] – [Près des Airs à faire fuir] – pas vite. → No.10 du recueil de 1968 : Carnet d'esquisses et de croquis. |                                                                         | | - Paris: Musique Contemporaine, 1968 |
| 1897                                   | Je te veux | pour voix et piano                    | Valse lente et sentimentale chantée (chanson de cabaret), sur un poème de Henry Pacory (1873-?). Publié en 1903. - Je te veux – modéré. « J'ai compris ta détresse, Cher amoureux » → No.1 du recueil de 1904 : Les danses d'Erik Satie |                                                                         | | - Paris: E. Baudoux & Cie, 1902 - Paris: Bellon, Ponscarme et Cie, 1903                                                                             |
| (1897?)                                | Je te veux (Arr. Érik Satie) | pour cuivres                          | Arrangement pour petit orchestre à cuivres d'Érik Satie. - Je te veux – en ré majeur, pour flûte, clarinette, basson, cor, 2 cornets et cordes. |                                                                         | | - Paris: Bellon, Ponscarme et Cie, 1904 |
| (1897?)                                | Je te veux (Arr. Érik Satie) | pour orchestre                        | Orchestration d'Érik Satie, avec l'ajout d'un nouveau trio. - Je te veux – en do majeur, pour piccolo, flûte, hautbois, 2 clarinettes, basson (ou tuba), 2 cors, 2 cornets, 3 trombones, percussions et cordes. |                                                                         | | - Paris: Rouart, Lerolle & Cie, 1919 - Paris: Salabert, 1978                                                                                        |
| (1903) avril                           | Je te veux (valse pour piano) (Arr. Érik Satie)                                                                                   | pour piano                            | Réduction pour piano solo par Érik Satie avec ajout d'un mouvement central supplémentaire. - Je te veux – modéré. | - « à Madame Paulette Darty »                                           | | - Paris: Rouart, Lerolle & Cie, 1904 |
| 1895-1899                              | [Chansons de cabaret, volume I.] (Arr. Érik Satie)                                                                                | pour voix et piano                    | Chansons de cabaret (dites d'actualité) arrangées par Erik Satie et Vincent Hyspa, dont il ne subsiste pour la plupart, que des esquisses ou brouillons dans quelques cahiers de composition. Ces chansons d'actualités, commentent les événements nationaux ou internationaux. Il y aurait eu en tout, une centaine de parodies de mélodies de divers auteurs (Émile Debraux, Georges Tiercy, Paul Demet, Laurent de Rillé, Georges Bizet ou encore Jacques Offenbach)... - Monsieur de Paris' - Entrevue de Noisy-le-sec', 1896 - Lettre de Russie', 1897 - La Visite imperiale', 1896 - Le duc de Connaught', 1898 - Félix à Lens', 1898 - Le zèbre (à Félix Faure)', 1898 - La femme qui ne passe pas' - Le prisonnier saugrenu' (Le prisonnier de l'Élysée), 1899 « Dans l'palais d'l'Élysée, Entre cour et jardin anglais » - La Marseillaise des épiciers - Désarmement - Discours original des Présidents de France, 1899 - Loubet assassin (Le Président aux concours des animaux gras), 1899 - Cette bonne vieille vache ! (La vache enragée), 1897 - [La triste fin du taureau Romito], 1899 - La Haute Cour, 1899 - Les Chansonniers, 1898 - Le Président aux manœuvres - Les complots, 1899 « De grand matin le préfet de police, Au ministre de l'intérieur » |                                                                         | | - Œuvres inédites |
| 1899-1901?                             | [Trois chansons de cabaret] | pour voix et piano                    | Esquisses pour trois compositions de chansons de cabaret avec piano, notées dans un cahier de composition qui comporte également les brouillons de 7 autres mélodies listées ci-après et achevées de 1899 à 1903. - No.1: Les Complots. - No.2: Une Séance à la Haute Cour. - No.3: Les Dépêches anglaises. |                                                                         | | - Œuvres inachevées |
| 1899 mai à juillet                     | Jack in the Box | musique de scène pour piano           | Suite anglaise (ragtimes) pour piano en trois mouvements composée pour un pantomime (ou une clownerie) de Jules Dépaquit (1869-1924), en deux actes et trois danses. Œuvre perdue par Erik Satie et retrouvée après sa mort – tombée derrière le piano – par Darius Milhaud. Publication et premières représentations posthumes. (5:40 à 7:50) - Danse No.1: Prélude (titre original :Gigue) – assez vif. Acte I. - Danse No.2: Entr'acte (titre original : Marche sourde des repasseurs de couteaux, des tireurs de chenilles et des casseurs de briques) – vif. Acte II. - Danse No.3: Final – modéré – vif. |                                                                         | - Envisagé: Paris: Comédie Parisienne, octobre 1899 - Piano seul: Bruxelles, Concert Pro Arte, Paul Collaer (p), 3 mai 1926 - Piano seul: Paris: Festival Érik Satie, Théâtre des Champs-Élysées, Marcelle Meyer (p), 17 mai 1926 - Intégrale: Salle d'Iéna, 29 novembre 1937   | - Vienne: Universal Edition, 1929 |
| (1925-1926)                            | Jack in the Box (Arr. Darius Milhaud)                                                                                             | musique de ballet pour orchestre      | Orchestration de Darius Milhaud (1892-1974) pour un ballet de George Balanchine (1904-1983), décors et costumes d'André Derain (1880-1954). Pour 2 flûtes (et piccolo), 2 hautbois, 2 clarinettes, 2 bassons, 2 cors, 2 trompettes, 2 trombones, grosse caisse, caisse claire, cymbales, 3 timbales et cordes (violon I., violon II., alto, violoncelle et contrebasse). (5:50 à 6:50) - No.1: Prélude – assez vif – pas trop vite. (2:10) - No.2: Entr'acte – vif.(1:50) - No.3: Final' – modéré – temps vif. (1:50) |                                                                         | - Paris: Théâtre Sarah Bernhardt (De La Ville), Ballets russes de Serge de Diaghilev, 3 juin 1926 | - Vienne: Universal Edition, 1928 |
| 1899 12 août                           | Un Dîner à l'Élysée ou (Peintres français)                                                                                        | pour voix et piano                    | Chanson de cabaret avec piano, sur un texte de Vincent Hyspa (1865-1938) édité dans son recueil Chansons d'humour de 1903 illustré par Jules Dépaquit (1869-1924). Mélodie connue également sous le nom de « Peintres français ». - Un Dîner à l'Élysée « Le président, d'une façon fort civile » → No.1 de Neuf chansons de cabaret et de caf'conc |                                                                         | | - Paris: Enoch, Chansons d'humour, 1903 - Ed. Steven Moore Whiting - Paris: Salabert, 1995                                                          |
| 1899-1900                              | Le Veuf (Deux versions) | pour voix et piano                    | Chanson de cabaret de style lyrique, sur un texte de Vincent Hyspa (1865-1938). Le thème sera réutilisé et arrangé pour piano à 4 mains en 1903, dans la partie centrale de la pièce No.4 de Trois Morceaux en forme de Poire. Il existe deux versions de la mélodie. La seconde composition comporte un accompagnement simplifié. - Le Veuf (version 1) – en do majeur. « Elle avait des cils noirs comme toutes les blondes » → Nos.2A et 2B de Neuf chansons de cabaret et de caf'conc |                                                                         | | Versions 1 & 2: - Ed. Steven Moore Whiting - Paris: Salabert, 1995                                                                                  |
| 1899-1900                              | Aline-Polka (Arr. Érik Satie) | pour piano                            | Transcription (incomplète?) pour piano par Érik Satie d'une polka de Henry Pacory (1873-?). |                                                                         | | - Œuvre Inédite et incomplète |
| 1900 mars?                             | [Rêverie du pauvre] (Arr. Érik Satie)                                                                                             | pour piano                            | Pièce de caractère pour piano, attribuée par erreur à Satie de 1970 à 1995, d'après Steven Moore Whiting. Composition de Jules Massenet (1842-1912) : accompagnement de la mélodie « Les Enfants ». Transposition en ré bémol majeur par Érik Satie, pour une parodie de Vincent Hyspa (1865-1938) Les éléphants de mars 1900. Morceau révisé en 1968 par Robert Caby (1905-1992) qui en a alors donné le titre. - [Rêverie du pauvre], avec une humble et douce simplicité. (2:30 à 5:30) → No.1 du recueil de 1968 : Œuvres posthumes |                                                                         | | - Paris: Salabert, 1968 - Paris: Max Eschig, 1980                                                                                                   |
| 1899-1900 de juillet 1899 à avril 1900 | Geneviève de Brabant (Cantique en l'honneur de Sainte Geneviève)                                                                  | opérette pour voix et piano           | Pièce de marionnettes pour théâtre d'ombres, en trois actes pour soprano, baryton, chœur et piano. Chants et narrations. Livret de vers et de prose de Patrice Contamine de Latour (1867-1926) alias Lord Cheminot. Œuvre retrouvée après sa mort – tombée derrière le piano – par Darius Milhaud. Érik Satie pensait l'avoir égaré dans l'autobus. (8:00 musique seule ; 14:00 à 26:00 avec narration) - No.1: Prélude, modéré. (0:45) Acte I. - No.2: Chœur. (0:30) « Nous sommes la foule compacte » - No.3: Entrée des soldats (1), modéré. (0:15) Acte II. - No.4: Entr'acte. - No.5: Air de Geneviève, pas trop lent. « Innocente d'un crime que je n'ai pas commis » - No.6: Sonnerie de cor. - No.7: Entrée des soldats (2) Acte III. - No.8: Entr'acte. - No.9: Chœur (idem No.2). - No.10: Air de Golo, un peu animé. « Non, Sifroy n'est pas mort » - No.11: Entrée des soldats (3). - No.12: Cortège, marche. - No.13: Entrée des soldats (4). - No.14: Petit air de Geneviève, doucement. « Ah ! Le ciel récompense ma vertu, constance » - No.15: Chœur final, vif. « L'affaire c'est bien passée » |                                                                         | | - Vienne: Universal Edition, 1930 - Vienne: Universal Edition, 1989                                                                                 |
| (1926)                                 | Geneviève de Brabant (Arr. Roger Désormière)                                                                                      | opérette pour orchestre               | Orchestration de l'opérette par Roger Désormière (1898-1963), pour soprano, ténor, chœur mixte (SATB), flûte, hautbois, 2 clarinettes, basson, 2 cors, cornet, trombone, 2 percussions et cordes (violon I., violon II., alto, violoncelle et contrebasse). (7:40 musique seule ; 15:00 à 23:10 avec narration) - Prélude – No.1 Acte I. - Nos.2 & 3 Acte II. - Nos.4 à 7 Acte III. - Nos.8 à 15 |                                                                         | - Paris: Festival Érik Satie, Théâtre des Champs-Élysées, Manuel Ortiz (prod), 17 mai 1926 - Avec marionnettes: Bruxelles: Concerts Pro-arte, Roger Désormière (dir), 1er février 1929 - Intégrale: Venise: Gran Teatro la Fenice, Compagnie Carlo Colla i Figli, 13 avril 1983 | - Vienne: Universal Edition, 1930 - Vienne: Universal Edition, 1989                                                                                 |
| 1900 18 avril                          | La mort de Monsieur Mouche | musique de scène pour piano           | Musique de scène pour piano, pour une pièce en trois actes de Patrice Contamine de Latour (1867-1926) alias Lord Cheminot. Œuvre perdue ou abandonnée dont il ne reste que des esquisses du prélude. Prélude – animé. Acte I. - Au restaurant Acte II. - Chez Monsieur Mouche Acte III. - Au restaurant |                                                                         | | - Œuvre incomplète - Prélude: Paris: Musique Contemporaine, 1968                                                                                    |
| (1900)                                 | Petit prélude de « La mort de Monsieur Mouche »                                                                                   | pour piano                            | Prélude (extrait de la pièce de théâtre en trois actes) dans un style inédit de ragtime, révisé et édité par Robert Caby. - Petit prélude de « La mort de Monsieur Mouche » – animé. (1:10) → No.17 du recueil de 1968 : « Carnet d'esquisses et de croquis ». |                                                                         | | - Paris: Musique Contemporaine, 1968 |
| (1968)                                 | Petit prélude de La mort de Monsieur Mouche (Arr. Robert Caby)                                                                    | pour orchestre                        | Orchestration de Robert Caby (1905-1992). Pour flûte, clarinette, basson, trompette, trombone, tuba, percussions et cordes. - Petit prélude de « La mort de Monsieur Mouche » → No.1 du recueil pour orchestre de 1968 : Deux sketches montmartrois. |                                                                         | | - Paris: Bnf / Salabert, 1968 |
| 1900 avril?                            | [Petite musique du clown triste] (Arr. Érik Satie)                                                                                | pour piano                            | Pièce de caractère pour piano, attribuée par erreur à Satie de 1970 à 1995, d'après Steven Moore Whiting. Composition de Louis Varney (1844-1908), pour son opérette de 1891 La femme de Narcisse. Probablement arrangé par Érik Satie pour une parodie de Vincent Hyspa (1865-1938) Joies de l'Exposition d'avril 1900. Morceau révisé et nommé en 1968 par Robert Caby (1905-1992). - [Petite musique du clown triste] – (2:00 à 2:50). → No.2 du recueil de 1968 : « Œuvres posthumes » |                                                                         | | - Paris: Salabert, 1968 - Paris: Max Eschig, ? |
| 1900 5 août                            | Verset laïque & somptueux | pour piano                            | Pièce de caractère pour piano composée pour l'Exposition Universelle de 1900. - Verset laïque & somptueux – réfléchir. (1:10 à 2:00) → No.3 du recueil de 1997 : Trois pièces pour piano. |                                                                         | | - Paris: Autographes de Musiciens Contemporains, Exposition Universelle, 1900 - Ed. Robert Orledge - Paris: Salabert, 1995                          |
| 1901 mars                              | The Dreamy Fish (musique pour un conte de Lord Cheminot) ou (Le poisson rêveur) ou (Rêverie burlesque)                            | musique de scène pour piano           | Œuvre pour piano, composée pour accompagner un conte de Patrice Contamine de Latour (1867-1926) alias Lord Cheminot, mais le texte a été perdu. Révision en 1968 de Robert Caby. Correction en 1997 de Robert Orledge(1948-). - The Dreamy Fish – pas trop vite. (5:30 à 7:30) |                                                                         | | - Texte perdu - Paris: Musique contemporaine, 1970 - Paris: Salabert, 1997                                                                          |
| (1968)                                 | The Dreamy Fish ou (Le poisson rêveur) (Arr. Robert Caby)                                                                         | pour orchestre                        | Orchestration avec piano de Robert Caby (1905-1992). Pour piano, 2 flûtes (et piccolo), 2 hautbois, 2 clarinettes, 2 bassons, 2 cors, trompette, trombone, tuba, xylophone, timbales, percussions et cordes. - The Dreamy Fish |                                                                         | | - Paris: Bnf / Salabert, 1968 |
| 1900-1901                              | Le Roi soleil de plomb | pour voix et piano                    | Projet de chanson de cabaret, pour voix et piano et qui sera réutilisée en 1903 pour la pièce No.2 de Trois Morceaux en forme de Poire . |                                                                         | | - Œuvre inachevée |
| 1901                                   | Impérial-Napoléon | pour voix et piano                    | Chanson de cabaret, qui sera réutilisée en 1903 pour la pièce No.4 de Trois Morceaux en forme de Poire . |                                                                         | | - Œuvre inédite |
| 1901                                   | Poudre d'or | pour piano                            | Valse (et trio) pour piano solo, adaptée d'esquisses de chansons pour cabaret notées par Érik Satie. - Poudre d'or – modéré, en ré majeur. → No.3 du recueil de 1904 : Les danses d'Erik Satie | - « à Mademoiselle Stéphanie Nantas »                                   | | - Paris: E. Baudoux & Cie, novembre 1902 |
| (1902)                                 | Poudre d'or (Arr. Érik Satie) | pour grand orchestre                  | Valse orchestrée par Érik Satie pour grand orchestre. Pour 2 flûtes (et piccolo), hautbois, 2 clarinettes, basson (ou tuba), 2 cors, 2 cornets à piston, 3 trombones, percussions et cordes. - Poudre d'or, modéré. (2:00 à 5:00) |                                                                         | | - Paris: Salabert, 1978 |
| 1902                                   | Chanson barbare | (pour voix) et piano                  | Chanson de cabaret dont il ne reste que la partition incomplète pour piano. Œuvre peut-être restée inachevée car en partie utilisée pour la composition de The Angora Ox . |                                                                         | | - Œuvre incomplète et inédite |
| 1902                                   | The Angora Ox ou (Le bœuf Angora)                                                                                                 | musique de scène pour piano           | Œuvre inachevée pour piano, sur un conte récité de Patrice Contamine de Latour (1867-1926) alias Lord Cheminot dont le texte a depuis été perdu. Une partie de la composition sera réutilisée en 1903 pour la pièce No.7 de Trois Morceaux en forme de Poire . |                                                                         | | - Texte perdu - Œuvre inachevée |
| (1902)                                 | The Angora Ox ou (Le bœuf Angora) (Arr. Érik Satie)                                                                               | musique de scène pour grand orchestre | Orchestration incomplète par Érik Satie de la musique de scène pour piano. Quelques esquisses ont été retrouvées chez Érik Satie après sa mort. |                                                                         | | - Ed. Steven Moore Whiting - Texte perdu - Œuvre inachevée                                                                                          |
| (1995)                                 | The Angora Ox ou (Le bœuf Angora) (Rec. Johny Fritz)                                                                              | pour piano                            | Reconstruction et transcription pour piano solo par Johny Fritz (en) (1944-) à partir des esquisses pour piano et pour orchestre (J. Fritz). - The Angora Ox – pas trop vite. |                                                                         | | - Ed. Johny Fritz, 1995 - Paris: Salabert, 1997 |
| 1902 29 mars                           | Tendrement ou (Illusion) | pour voix et piano                    | Valse chantée, chanson de cabaret sur un texte de Vincent Hyspa (1865-1938). - Tendrement – valse lente, en do majeur. « D'un amour tendre et pur, Afin qu'il vous souvienne » → No.2 du recueil de 1904 : Les danses d'Erik Satie |                                                                         | - Paris: Cabaret des Quat'z'Arts, Vincent Hyspa & Érik Satie? (p), 15 novembre 1904 | - Paris: E. Baudoux & Cie, 1902 |
| (1902) 19 juin                         | Illusion (Arr. Erik Satie) | pour orchestre                        | Orchestration de Tendrement par Érik Satie. Pour piccolo, flûte, hautbois, 2 clarinettes, basson (ou tuba), 2 cors, 2 cornets à piston, 3 trombones, percussions et cordes. - Illusion – en si bémol majeur. |                                                                         | | - Paris: Salabert, 1979 |
| (1903) avril                           | Tendrement ou (Illusion) (Arr. Erik Satie)                                                                                        | pour piano                            | Réduction pour piano solo de la valse, avec transposition de la voix, par Érik Satie. - Tendrement – (3:40 à 4:30) |                                                                         | | - Paris: Bellon Ponscarme, 1903 |
| 1903 (ou 1899?)                        | Sorcière | pour voix et piano                    | Chanson de cabaret avec piano, d'après un texte d'Érik Satie ou de Vincent Hyspa (1865-1938). Publication posthume. - Sorcière – (0:50 à 1:10) « Incantations, évocations, noirs esprits des ténèbres » → No.2 de Petit recueil de fêtes → No.4 de Neuf chansons de cabaret et de caf'conc |                                                                         | | - Ed. Steven Moore Whiting - Paris: Salabert, 1995                                                                                                  |
| 1903 (ou 1899?)                        | [Le Picador est mort] | pour voix et piano                    | Chanson de cabaret avec piano, probablement de Vincent Hyspa (1865-1938). Publication posthume. - [Le Picador est mort] – (1:00) « Le picador est mort, c'est un triste sort » → No.1 de Petit recueil de fêtes → No.3 de Neuf chansons de cabaret et de caf'conc |                                                                         | | - Ed. Steven Moore Whiting - Paris: Salabert, 1995                                                                                                  |
| 1903 (ou 1899?)                        | Enfant martyre | (pour voix) et piano                  | Chanson de cabaret avec piano, probablement écrite par Vincent Hyspa (1865-1938). Le texte est perdu. Publication posthume. - Enfant martyre (vocalises ou piano solo) → No.3 de Petit recueil de fêtes → No.5 de Neuf chansons de cabaret et de caf'conc |                                                                         | | - Texte perdu - Ed. Steven Moore Whiting - Paris: Salabert, 1995                                                                                    |
| 1903 (ou 1899?)                        | Air fantôme | pour voix et piano                    | Chanson de cabaret avec piano, sur un texte de Vincent Hyspa (1865-1938). Publication posthume. - Air fantôme « Voici messire printemps, Le plus beau des temps » → No.4 de Petit recueil de fêtes → No.6 de Neuf chansons de cabaret et de caf'conc |                                                                         | | - Ed. Steven Moore Whiting - Paris: Salabert, 1995                                                                                                  |
| 1903 de août à novembre                | Trois Morceaux en forme de Poire – (avec une manière de commencement, une prolongation du même et un en plus, suivi d'une redite) | pour piano à 4 mains                  | Œuvre en sept pièces pour piano à quatre mains, composée à partir de travaux datant de 1890 à 1891 et de 1899 à 1903. Considérée alors comme un des évènements musicaux de la décennie. - I. Manière de commencement – allez modérément. → Gnossienne du « Fils des étoiles », acte I. de 1891 - II. Prolongement du même – au pas. → Le Roi soleil de plomb de 1901 - III. Morceau No.1 – lentement. - IV. Morceau No.2 – enlevé. → Impérial-Napoléon de 1902 et Le veuf (version 1) de 1899 - V. Morceau No.3 – brutal. - VI. En plus – calme. → arrangement de Danse pour orchestre, de 1890 - VII. Redite – dans le lent. → probablement de The Angora Ox de 1902 | - Dédiée à Misia Sert « La Reine de Paris »                             | | - Paris: Rouart, Lerolle et Cie, 1911 |
| (1950)                                 | Trois Morceaux en forme de Poire (Arr. Roger Désormière)                                                                          | pour orchestre                        | Orchestration de Roger Désormière (1898-1963), pour 2 flûtes (et piccolo), 2 hautbois (et cor anglais), 2 clarinettes, 2 bassons, 3 cors, 2 trompettes, trombone, tuba, 2 percussions, célesta, harpe et cordes. (12:30 à 17:00) - I. Manière de commencement – (2:50) - II. Prolongement du même – (0:50) - III. Morceau I – (1:10) - IV. Morceau II – (2:20) - V. Morceau III – (2:30) - VI. En plus – (1:40) - VII. Redite – (1:40) |                                                                         | | |
| (2014)                                 | Trois Morceaux en forme de Poire (Arr. Philippe Malhaire)                                                                         | pour piano à 2 mains                  | Révision et réduction pour piano à 2 mains par Philippe Malhaire. (16:30) - I. Manière de commencement – (3:10) - II. Prolongement du même – (1:10) - III. Morceau I – (1:30) - IV. Morceau II – (3:20) - V. Morceau III – (2:50) - VI. En plus – (2:40) - VII. Redite – (1:40) |                                                                         | | - Vernouillet: Klarthe, 2023 |
| 1904 printemps                         | [J'avais un ami] | pour voix et piano                    | Chanson de cabaret sur un texte anonyme, peut-être de Vincent Hyspa ou d'Érik Satie. Le nom de l’œuvre n'a pas été indiqué par Satie dans son manuscrit. - [J'avais un ami] – (2:20 à 2:40) « J'avais un ami. Dieu l'avait voulu » → No.8 de Neuf chansons de cabaret et de caf'conc |                                                                         | - Paris?: Cabaret, Revue Paris-Potins, 31 mars 1904 | - Ed. Steven Moore Whiting - Paris: Salabert, 1995 ou 1997                                                                                          |
| 1904 de février à mars                 | La Diva de l'Empire | pour voix et piano                    | Marche chantée (chanson de cabaret) avec piano sur un air de fox-trot, pour un intermezzo américain, dans la revue Dévidons la bobine, coproduite par Dominique Bonnaud (1864-1943) et Numa Blès (1871-1917). L'Empire était un célèbre cabaret parisien. - La Diva de l'Empire – tempo de marche, en sol majeur. (2:30 à 4:00) « Sous le grand chapeau Greenaway, Mettant l'éclat d'un sourire » → No.4 du recueil de 1904 : Les danses d'Erik Satie | - dédiée à Paulette Darty                                               | - Berck: Revue Dévidons la Bobine, Paulette Darty (s), 26 juillet 1904 - Paris: Théâtre des Bouffes Parisiennes, Paulette Darty & Érik Satie, 8 avril 1905 | - Paris: Bellon Ponscarme et Cie, septembre 1904 - Journal Paris qui Chante du 7 janvier 1906 - Paris: Rouart-Lerolle, 1919 - Paris: Salabert, 1976 |
| (1904) 20 mai                          | Stand-Walk March (La Diva de l'Empire) (Arr. Érik Satie)                                                                          | pour piano                            | Réduction pour piano solo par Érik Satie. - Stand-Walk March – en ré majeur. |                                                                         | | - Paris: Bellon Ponscarme, aout 1904 |
| (1904?)                                | La Diva de l'Empire (Arr. Érik Satie)                                                                                             | pour orchestre à cuivre               | Orchestration d'Érik Satie, pour orchestre à cuivres : piccolo, flûte, hautbois, 2 clarinettes, basson (ou tuba), 2 cors, 2 cornets à piston, 3 trombones, percussions et cordes. Version pour petit orchestre : 2 flûtes (et piccolo), clarinette, basson, cor, cornet à piston, trombone, percussions et cordes. - La Diva de l'Empire – en sol majeur. (2:30) |                                                                         | | - Paris: Salabert, 1959 |
| (1918) avril                           | La Diva de l'Empire (Arr. Hans Ourdine)                                                                                           | pour voix et orchestre à cuivre       | Orchestration pour cuivres de Hans Ourdine alias Stéphane Chapelier (1884-1966), pour voix (ou piano), flûte, clarinette, 2 bassons, cornet à piston, trombone, tambourin, grosse caisse, cymbales et cordes (violon I., violon II., alto, violoncelle et contrebasse). - La Diva de l'Empire – tempo de marche. (2:30) « Sous le grand chapeau Greenaway, Mettant l'éclat d'un sourire » |                                                                         | | - Paris: Rouart-Lerolle, 1918 - Paris: Salabert, 1978                                                                                               |
| (1919)                                 | La Diva de l'Empire (Intermezzo américain) (Arr. Hans Ourdine)                                                                    | pour piano                            | Réduction pour piano solo de Hans Ourdine alias Stéphane Chapelier (1884-1966). - La Diva de l'Empire (Intermezzo américain) – temps de marche modérée. (2:10 à 2:40) |                                                                         | | - Paris: Rouart-Lerolle, 1919 - Paris: Salabert, 1975                                                                                               |
| 1904 mars                              | Douceur d'oublier (Arr. Erik Satie)                                                                                               | pour voix et piano                    | Harmonisation d'Érik Satie pour la chanson de cabaret composée par Paulette Darty (1871-1939), sur des paroles de Maurice de Féraudy (1859-1932). - Douceur d'oublier – modéré. « Oh ! Comme la nature est calmante ce soir » | - « à Monsieur F. de P. Alvarez »                                       | - Paris?: Paulette Darty (s) & Érik Satie? (p), 31 mars 1904 | - Ed. Steven Moore Whiting, 1990 - Paris: G. Ricordi & Cie, 1904                                                                                    |
| 1904                                   | La transatlantique (Rev. Erik Satie)                                                                                              | pour voix et piano                    | Révision d'un mélodie de Dominique Bonnaud (1864-1943) et de Numa Blès (1871-1917). Satie a également modifié les textes, mêlant anglais et français. Il a par la suite transformé la mélodie en pièce pour piano. - La transatlantique « Dans Baltimore ou Chicago, New-York, San Francisco » |                                                                         | | |
| 1904 19 octobre                        | Le Piccadilly (Marche) | pour piano                            | Marche pour piano, arrangé à partir d'une mélodie de Dominique Bonnaud (1864-1943) et de Numa Blès (1871-1917) dont le titre original était La transatlantique. - Le Piccadilly (marche) – pas trop vite, en fa majeur. (1:30 à 2:10) |                                                                         | | - Paris: Alexis Rouart, octobre 1907 - Paris: Salabert, 1975                                                                                        |
| (1907) octobre                         | Le Piccadilly ou (La transatlantique) (Arr. Erik Satie)                                                                           | pour orchestre                        | Arrangement pour orchestre à cordes par Érik Satie. - Le Piccadilly (marche) – (1:20 à 2:30) |                                                                         | | - Paris: Alexis Rouart, octobre 1907 - Paris: Salabert, 1979                                                                                        |
| 1904-1905                              | Les bons mouvements | pour voix et piano                    | Chanson de cabaret avec piano, sur un texte de Vincent Hyspa (1865-1938). Œuvre achevée mais inédite. |                                                                         | | - Ed. Steven Moore Whiting, 1990 - Œuvre inédite |
| 1905                                   | Chez le docteur | pour voix et piano                    | Chanson humoristique de cabaret avec piano, sur des paroles de Vincent Hyspa (1865-1938). - Chez le docteur – assez vif, en do majeur. (3:10 à 5:50) Le petit pèr' Combes s'en va chez le docteur |                                                                         | | - Paris: Enoch, l'Album Musical no 33, 1906 - Paris: Salabert, 1976                                                                                 |
| 1905 18 août                           | Impérial-Oxford (Chanson sans paroles)                                                                                            | (pour voix) et piano                  | Chanson de cabaret avec piano, sur un texte de Patrice Contamine de Latour (1867-1926) alias Lord Cheminot . Les paroles ont été perdues, à priori dès 1905. - Impérial-Oxford – (1:50) (vocalises ou piano solo) → No.7 de Neuf chansons de cabaret et de caf'conc |                                                                         | | - Texte perdu - Ed. Steven Moore Whiting - Paris: Salabert, 1975                                                                                    |
| 1905 18 août                           | Légende Californienne (Chanson sans paroles)                                                                                      | (pour voix) et piano                  | Chanson de cabaret inédite pour voix et piano. Elle sera reprise en 1920 en version orchestrée pour La belle excentrique , elle-même réduite pour piano à quatre mains. Textes de Lord Cheminot, alias Patrice Contamine de Latour (1867-1926), aujourd'hui perdus. - Légende Californienne – pas trop vite. (1:30) (vocalises ou piano solo) |                                                                         | | - Texte perdu - Œuvre inédite - Ed. Ornella Vlta, 1987                                                                                              |
| 1905 septembre                         | L'Omnibus automobile | pour voix et piano                    | Chanson humoristique de cabaret avec piano, sur un texte de Vincent Hyspa (1865-1938). D'après le véhicule de transport public tiré par des chevaux. - L'Omnibus automobile – pas vite, en si bémol majeur. (2:50 à 4:40) « C'était pendant l'horreur du Quatorze juillet » |                                                                         | - Paris: Cabaret Les Quat'z'Arts, Vincent Hyspa & Érik Satie (p), 15 octobre 1905 | - Paris: Enoch, l'Album Musical no 33, 1906 - Paris: Salabert, 1976                                                                                 |

### 1905-1908 - Période de la Schola Cantorum
| Date                                 | Nom de l'œuvre                                                                    | Catégorie              | Détail | Dédicace & annotations            | Première | Éditions                                                                                                |
| ------------------------------------ | --------------------------------------------------------------------------------- | ---------------------- | --- | --------------------------------- | --- | --- |
|                                      |                                                                                   |                        | |                                   | | |
| 1905                                 | [Gambades]                                                                        | pour piano             | Petite pièce pour piano, qui servira de brouillon à la Chanson andalouse . Révisée, nommée et éditée par Robert Caby. - [Gambades] – (1:20 à 2:00) → No.18 du recueil de 1968 : Carnet d'esquisses et de croquis . | Exercice pour la Schola Cantorum  | | - Paris: Musique Contemporaine, 1968 - Ed. Robert Caby                                                  |
| (1968)                               | Gambades (Arr. Robert Caby)                                                       | pour orchestre         | Orchestration de Robert Caby (1905-1992). Pour flûte, clarinette, basson, trompette, trombone, tuba, percussions et cordes. - Gambades – (1:20) → No.2 du recueil pour orchestre de 1968 : Deux sketches montmartrois . |                                   | | - Paris: Bnf / Salabert, 1968                                                                           |
| 1905-1906                            | Cahier de Contrepoint No.2 (Exercices, notes, essais, bribes, choral & harmonies) | pour piano             | Cahier de composition contenant des exercices de contrepoint, corrigés et annotés pour certains par Albert Roussel (1869-1937) de la Schola Cantorum. Exercices : - Choral. (0:25) - Doucement – modéré sans lenteur. (1:30) - Modérément. (1:20) - Soigneusement modéré. (1:10) - Allegretto. (0:40) - Allant. (0:20) - Plus lent. (0:20) - Animé. (0:15) - Mouvement de polka. (0:15) Notes : – (0:20) Essais : Arrière-propos – Modérément. (0:30) Bribes : – Très modéré. (0:40) Choral (No.12) : – Large – soutenu. (1:10) Harmonies : pour piano ou orgue - Lent. (0:20) - Très modéré. (0:50) - Pas vite. (0:30) → Voir le recueil de 1968 : Carnet d'esquisses et de croquis . | Exercices pour la Schola Cantorum | | - Cahiers d'Études - Paris: Musique Contemporaine, 1968 - Ed. Robert Caby                               |
| 1905-1906 de 1905 au 11 janvier 1906 | Allons-y Chochotte                                                                | pour voix et piano     | Chanson de cabaret avec piano sur un poème coquin, voire un brin érotique de D. Durante. - Allons-y Chochotte, modéré, en fa majeur. (2:40 à 4:10) « Lorsque je vis Chochotte, Ell' me plut carrément » |                                   | | - Paris: Salabert, 1978                                                                                 |
| 1904-1906 de août 1904 à avril 1906  | Pousse l'amour ou (Coco chéri)                                                    | Opérette               | Opérette de Jean Kolb (1880-1959) et Maurice de Féraudy (1859-1932). Le nom « Pousse l'amour » est le nom d'une boisson aphrodisiaque célèbre de l'époque. Érik Satie a interrompu son travail de composition après quelques recherches et l'opérette sera jouée sans musique. Le scénario est perdu ainsi que la musique, hormis la Chanson Andalouse ainsi que quelques esquisses de deux autres compositions inédites pour piano et voix : - No.1: Le Féraudy Valse - No.2: Chanson andalouse - No.3: Le Champagne (valse) « A vos santés, à la vôtre, Thank you » |                                   | - Projet pour le Théâtre des Capucines à Nice - Première sans la musique: Paris: Comédie Royale, 22 novembre 1907 - Monte Carlo: Théâtre des Beaux-Arts, Coco chéri, 28 février 1913 | - Œuvre inachevée et en partie perdue - Paris: Bellon Ponscarme, signé le 26 avril 1906 mais non publié |
| 1906                                 | Chanson andalouse (pour pousse l'amour)                                           | pour piano             | Composition extraite de l'opérette Pousse l'amour pour piano, révisée à partir d'une esquisse. - Chanson andalouse – un peu vif. (1:35) |                                   | | - Œuvre inédite                                                                                         |
| 1906                                 | Padacale                                                                          | pour piano             | Partition incomplète pour piano. Œuvre inachevée et inédite dont il reste des esquisses. |                                   | | - Œuvre incomplète et inédite                                                                           |
| 1906                                 | Aim-Chéri                                                                         | pour piano             | Projet inachevé de valse pour piano. |                                   | | - Œuvre incomplète et inédite                                                                           |
| 1906                                 | Fugue-Valse                                                                       | pour piano             | Pièce pour piano, qui sera adaptée pour orchestre avec la Danse de tendresse dans le ballet de 1924, Mercure . - Fugue-Valse – pas vite, un peu lent. (1:20 à 1:40) |                                   | | - Œuvre inédite - Vienne: (Mercure), Universal Edition, 1977                                            |
| 1906                                 | Chanson médiévale                                                                 | pour voix et piano     | Mélodie de Chevalerie pour voix et piano, sur un poème de Catulle Mendès (1841-1909). Écrit pour un exercice réalisé à la Schola Cantorum. Révisé et édité par Robert Caby. - Chanson médiévale – allegretto moderato. (1:30) « Comme je m'en retournais de la fontaine » → No.2 du recueil de 1968 : Trois autres mélodies . | Exercices pour la Schola Cantorum | | - Paris: Musique Contemporaine, 1968 - Ed. Robert Caby - Ed. Nigel Wilkins, 1980                        |
| (1968)                               | Chanson médiévale (Arr. Robert Caby)                                              | pour voix et orchestre | Orchestration avec chant, de Robert Caby (1905-1992). Pour soprano et orchestre : 2 hautbois (et cor anglais), basson, cor et cordes. - Chanson médiévale – (1:30) « Comme je m'en retournais de la fontaine » → No.5 du recueil de 1968 : Cinq mélodies orchestrées . |                                   | | - Paris: Bnf / Salabert, 1968                                                                           |
| 1906 juillet                         | Passacaille                                                                       | pour piano             | Pièce pour piano. - Passacaille – (pas trop vif). (2:10 à 3:30) |                                   | | - Paris: Rouart-Lerolle, 1929                                                                           |
| (1949)                               | Passacaille (Arr. David Diamond)                                                  | pour orchestre         | Orchestration de David Diamond (1915-2005). Pour 2 flûtes, 3 hautbois (et cor anglais), 3 clarinettes, 2 bassons, 4 cors, 2 trompettes, 3 trombones, 1 tuba, timbales, triangle, harpe et cordes. - Passacaille – (3:00) |                                   | | - Paris: Salabert, 1949                                                                                 |
| 1906 21 octobre                      | Prélude en tapisserie                                                             | pour piano             | Pièce pour piano. - Prélude en tapisserie – lent. (2:00 à 3:40) |                                   | | - Paris: Rouart-Lerolle, 1929                                                                           |
| 1907 d'avril au 22 août              | [Nouvelles] pièces froides                                                        | pour piano             | Trois pièces pour piano, d'après une lettre pour Florent Schmitt (1870-1958). Les esquisses des premières versions, indiquent que Satie avait nommé initialement la No.1 Sérénade, Sépulcrale-Prélude et la No.2 Suite pour un chien . (5:30 à 6:50) - No.1: Sur un mur – grave, en do majeur. (1:50 à 2:30) - No.2: Sur un arbre – légèrement animé, en do majeur. (1:30 à 2:20) - No.3: Sur un pont – grave, en do majeur. (2:10 à 3:20) |                                   | | - Paris: Musique Contemporaine, 1968 - Paris: Salabert, 1989                                            |
| 1907 septembre à novembre            | Rambouillet ou (Une réception à Rambouillet)                                      | (pour voix) et piano   | Mélodie pour voix et piano, dont le texte de Vincent Hyspa (1865-1938), a été perdu. Il ne reste que l'incipit. Chanson de cabaret. - Rambouillet – (0:40 à 1:10) « (vocalises ou piano solo) » ou inc. Une réception à Rambouillet → No.1: du recueil de 1978 : Trois mélodies sans paroles |                                   | - Paris: Les Quat'z'Arts, Une réception à Rambouillet, Vincent Hyspa & Érik Satie (p), 4 janvier 1908                                                                                | - Texte perdu - Paris: Salabert, 1978 - Ed. Steven Moore Whiting, 1999                                  |
| 1907 septembre à novembre            | Les Oiseaux                                                                       | (pour voix) et piano   | Mélodie pour voix et piano, sur un texte de Vincent Hyspa (1865-1938) qui a été perdu hormis l'incipit. Chanson de cabaret. - Les Oiseaux – modéré. (1:40 à 2:10) « (vocalises ou piano solo) » ou inc. « Ils nous prêtent leurs noms » → No.2: du recueil de 1978 : Trois mélodies sans paroles |                                   | | - Texte perdu - Paris: Salabert, 1978 - Ed. Steven Moore Whiting, 1999                                  |
| 1907 septembre à novembre            | Marienbad                                                                         | (pour voix) et piano   | Mélodie pour voix et piano, dont le texte de Vincent Hyspa (1865-1938) a été en grande partie perdu. Chanson de cabaret. - Marienbad – (0:40) « (vocalises ou piano solo) » ou inc. « Il portait un gilet » → No.3: du recueil de 1978 : Trois mélodies sans paroles |                                   | | - Texte perdu - Paris: Salabert, 1978 - Ed. Steven Moore Whiting, 1999                                  |
| 1907                                 | Psitt ! Psitt !                                                                   | pour voix et piano     | Chanson humoristique de cabaret avec piano, sur un texte dont l'auteur est inconnu. Les paroles et la musique ont survécu mais sans publication. - Psitt ! Psitt ! « Les homm' se donn' vraiment trop d'mal pour apprend' un tas d'langues » |                                   | | - Œuvre complète mais inédite                                                                           |
| 1906-1908                            | [Nostalgie]                                                                       | pour piano             | Exercice pour piano, nommé et réuni en recueil de trois pièces par Robert Caby. - [Nostalgie] – lent. (0:60) → No.1: du recueil de 1968 : Musiques intimes et secrètes | Exercice pour la Schola Cantorum  | | - Paris: Musique Contemporaine, 1968 - Ed. Robert Caby                                                  |
| 1906-1908                            | [Froide songerie]                                                                 | pour piano             | Exercice pour piano, nommé et édité par Robert Caby. - [Froide songerie] – un peu lent. (0:40) → No.2: du recueil de 1968 : Musiques intimes et secrètes | Exercice pour la Schola Cantorum  | | - Paris: Musique Contemporaine, 1968 - Ed. Robert Caby                                                  |
| 1908 29 janvier                      | Fâcheux exemple                                                                   | pour piano             | Pièce pour piano et exercice contrapuntique, révisée et éditée par Robert Caby. - Fâcheux exemple – modéré, en si mineur. (0:50 à 1:40) → No.3: du recueil de 1968 Musiques intimes et secrètes | Exercice pour la Schola Cantorum  | | - Paris: Musique Contemporaine, 1968 - Ed. Robert Caby                                                  |
| 1908 12 février                      | Désespoir agréable                                                                | pour piano             | Pièce de caractère et exercice de contrepoint pour piano. Révisée et éditée par Robert Caby (1905-1992). - Désespoir agréable – calme – très triste, en do mineur. (0:40 à 1:10) → No.1 du recueil de 1968 : Six pièces de la période 1906-13 . | Exercice pour la Schola Cantorum  | | - Paris: Musique Contemporaine, 1968 - Ed. Robert Caby - Paris: Salabert, 1989                          |
| 1906-1909                            | [Douze petits Chorals]                                                            | pour piano             | Douze exercices pour piano, révisés et édités par Robert Caby. Le douzième choral a servi d'introduction à la Petite sonate de 1909. (8:10 à 12:50) - No.1: – très sonore. (1:00) - No.2: – andante. (0:40) - No.3: – lent. (0:40) - No.4: – modéré, sans lenteur. (0:40) - No.5: – sans lenteur. (0:30) - No.6: – (1) très lent – (2) modéré. (1:00) - No.7: – sans lenteur (0:20) - No.8: – pas trop lent. (0:30) - No.9: – sans lenteur. (0:30) - No.10: – lent. (0:50) - No.11: – très large. (0:50) - No.12: [Petite sonate] – grave. (0:50) | Exercices pour la Schola Cantorum | | - Paris: Musique Contemporaine, 1968 - Ed. Robert Caby                                                  |
| 1908-1909                            | Petite sonate                                                                     | pour piano             | Composition d'un premier mouvement de sonate pour piano, identifié en 2016 par Robert Orledge (1948-). Exercice donné par Vincent d'Indy (1851-1931), professeur à la Schola Cantorum. Érik Satie a réutilisé le No.12 de Douze petits chorals comme introduction. - Petite sonate – I. Large. (4:30) | Exercice pour la Schola Cantorum  | | - Introduction: Paris: Musique Contemporaine, 1968 - 1er mouvement complet: Ed. Bnf / R. Orledge, 2016  |

### 1908-1913 - Période de la maturation
| Date                                                                      | Nom de l'œuvre                                      | Catégorie                                           | Détail | Dédicace & annotations                          | Première | Éditions                                                                       |
| ------------------------------------------------------------------------- | --------------------------------------------------- | --------------------------------------------------- | --- | ----------------------------------------------- | --- | ------------------------------------------------------------------------------ |
|                                                                           |                                                     |                                                     | |                                                 | |                                                                                |
| 1908-1912 Nos.2 & 3: août 1908 No.1: octobre 1912                         | Aperçus désagréables                                | pour piano à 4 mains                                | Œuvre pour piano à quatre mains, interprétée par Érik Satie et Claude Debussy (1862-1918), regroupant trois compositions de 1908 dont la première sera réécrite de mémoire en 1912 après l'avoir perdue. Il existe également des esquisses de cette version perdue de la Pastorale .(4:10 à 7:30) - No.1: Pastorale – assez lent. (1:10 à 3:00) - No.2: Choral – large de vue. (0:50 à 1:30) - No.3: Fugue – non vite. (1:50 à 3:50) |                                                 | | - Paris: E. Demets, 1913 - Paris: Max Eschig, 1967                             |
| 1909                                                                      | Chœur d'adolescents                                 | pour voix et piano                                  | Mélodie incomplète en do mineur pour voix et piano (esquisses). Peut-être utilisée par le Parti-Radical-Socialiste à Arcueil (La musique rappelle le folklore et les chants populaires russes. Œuvre inédite. |                                                 | | - Œuvre incomplète et inédite                                                  |
| 1909                                                                      | Dieu Credo rouge                                    | pour voix et piano                                  | Mélodie incomplète pour voix et piano, probablement utilisée par le Parti-Radical-Socialiste à Arcueil. Œuvre inédite. |                                                 | | - Œuvre incomplète et inédite                                                  |
| 1909                                                                      | Deux choses                                         | pour piano                                          | Deux pièces de caractère pour piano, révisées et éditées par Robert Caby. La première pièce était nommée dans un brouillon Élégie commerciale . Il y a des brouillons incomplets de 2 autres pièces : Tohu-bohu (voir Songe-creux ) et Pensées mécaniques . - No.1: Effronterie – un peu de mouvement, en sol majeur. (1:40 à 2:40) - No.2: Poésie – andante, assez bleu. (0:40 à 1:00) → Nos.2 & 3 du recueil de 1968 : Six pièces de la période 1906-1913 . |                                                 | | - Paris: Musique Contemporaine, 1968 - Ed. Robert Caby - Paris: Salabert, 1989 |
| 1909                                                                      | Profondeur                                          | pour piano                                          | Un des petits menuets (exercice) pour piano composés à la Schola Cantorum. D'après les notations d'Érik Satie dans ses brouillons, il a été titré Bévue indiscrète puis Le Vizir autrichien . Révisé et édité par Robert Caby (1905-1992) - Profondeur – avec calme, en sol majeur. (1:50) → No.5 du recueil de 1968 : Six pièces de la période 1906-13 . | Exercice pour la Schola Cantorum                | | - Paris: Musique Contemporaine, 1968 - Ed. Robert Caby - Paris: Salabert, 1989 |
| 1909                                                                      | Menuet lent                                         | pour piano                                          | Menuet incomplet pour piano dont il reste une page d'esquisse inédite. | Exercice pour la Schola Cantorum                | | - Œuvre incomplète et inédite                                                  |
| 1909                                                                      | Menuet basque                                       | pour piano                                          | Menuet pour piano inachevé et inédit dont il subsiste deux pages d'esquisses. | Exercice pour la Schola Cantorum                | | - Œuvre incomplète et inédite                                                  |
| 1909                                                                      | Le Conteur magique                                  | pour piano                                          | Menuet pour piano inachevé et inédit. Une seule page d'esquisse a été retrouvée. | Exercice pour la Schola Cantorum                | | - Œuvre incomplète et inédite                                                  |
| 1909                                                                      | Songe-creux                                         | pour piano                                          | Menuet (exercice) pour piano aux appoggiatures mélodiques et autres arpèges décoratifs. D'abord nommé Tohu-bohu puis Mystique voilure . Révisé et édité par Robert Caby. - Songe-creux – très calme, lent et expressif. (1:30) → No.6 du recueil de 1968 : Six pièces de la période 1906-13 . | Exercice pour la Schola Cantorum                | | - Paris: Musique Contemporaine, 1968 - Ed. Robert Caby                         |
| 1909                                                                      | Le prisonnier mausade                               | pour piano                                          | Exercice de menuet, révisé et édité par Robert Caby (1905-1992). Révisé et édité par Alessandro Simonetto (1974). Version comprenant une mesure supplémentaire oubliée tant par Caby que par Orledge, d’après le Ms. 9620. → No.5 du recueil de 1968 : Carnet d'esquisses et de croquis. | Exercice pour la Schola Cantorum                | | - Paris: Musique Contemporaine, 1968 - Ed. Robert Caby                         |
| 1909                                                                      | Le grand singe                                      | pour piano                                          | Petit menuet (exercice) pour piano, révisé et édité par Robert Caby (1905-1992). - Le grand singe – animé. (0:30) → No.6 du recueil de 1968 : Carnet d'esquisses et de croquis . | Exercice pour la Schola Cantorum                | | - Paris: Musique Contemporaine, 1968 - Ed. Robert Caby                         |
| 1909 septembre                                                            | Le dîner de Pierrot                                 | musique de scène pour piano                         | Arrangement de chansons de cabaret, probablement pour un spectacle de Bertrand Millanvoye (1848-1913) en un acte, sur un conte de Jules Dépaquit (1869-1924). Œuvre perdue. |                                                 | - École maternelle d'Arcueil-Cachan, 17 septembre 1909 | - Œuvre perdue                                                                 |
| 1909 de septembre à octobre                                               | La chemise                                          | opérette                                            | Opérette pour piano ou orchestre, composée de chansons de cabarets sur un conte de Jules Dépaquit (1869-1924). Il ne reste qu'une seule mélodie complète du même nom. Esquisses et brouillons de : - chanson en si bémol majeur – pour piccolo, flûte, hautbois, clarinette, basson, cornet à piston, trombone et cordes. - chanson avec piano – en si bémol majeur. - chanson avec piano Rose est permise chemise – en sol majeur. - chanson avec orchestration - accompagnement et chœur pour une dernière chanson – en do majeur. |                                                 | - Matinée annuelle artistique, Salle du gymnase municipal à Arcueil-Cachan, Paulette Darty (s), Jules Dépaquit, Vincent Hyspa & Érik Satie (p), 24 octobre 1909 | - Œuvre inédite et partiellement perdue                                        |
| 1909 octobre                                                              | La chemise ou (Chemise du bébé rieur) (3 versions)  | pour voix et piano                                  | Chanson de cabaret sur un conte de Jules Dépaquit (1869-1924) créée pour l'opérette éponyme. Il existe 3 versions avec retouches successives de Satie. - La chemise – temps de polka. (1:00 à 1:50) « Chemise du bébé rieur, Qui moule ses deux jambons roses » → No.9 de Neuf chansons de cabaret et de caf'conc |                                                 | - Version 2 utilisée pour l'opérette du 24 octobre 1909 | - Ed. Steven Moore Whiting, 1999 - Paris: Salabert, 1995 ou 1997               |
| 1908-1911                                                                 | [Chansons de cabaret, volume II.] (Arr. Érik Satie) | pour voix et piano                                  | Chansons de cabaret de divers auteurs, arrangées par Erik Satie dont il ne subsiste pour la plupart, que des esquisses ou brouillons dans quelques cahiers de composition. - (Bourgeois) chaussée d'Antin - Les Chevaliers de la bouteille - Je fais du crocket - (Petite) chopinette - Métro scie - Malbranchu - Benoit - On n'arrive qu'avec du pognon - La boîte au lait - L'automne - Les hirondelles - Mathis - Polka du rata (ratatouille) - Je veux la voir - Marie... j'ai vu - Y a du rabiot - Pieux souvenirs - Mais voilà - Mes castagnettes - La poignée de main - J'ai la rafrané - Pourri de chic - La Tonnelle des amoureux - Fermons nos rideaux - La Paimpolaise |                                                 | | - Œuvres inédites                                                              |
| 1911 de juin au 6 septembre                                               | En habit de cheval                                  | pour piano à 4 mains                                | Quatre pièces pour piano à quatre mains. Érik Satie a commencé à composer en juillet les 2 premières pièces, pour piano solo, puis a décidé de tout arranger pour piano à 4 mains. Le titre d'origine était Divertissement . (5:20 à 7:30) - No.1: Choral – grave. (0:30 à 1:10) - No.2: Fugue litanique – soigneusement et avec lenteur. (1:40 à 3:00) - No.3: Autre choral – non lent. (0:30 à 0:50) - No.4: Fugue de papier – assez modéré. (2:10 à 2:50) |                                                 | | - Paris: Rouart, Lerolle & Cie, 1911                                           |
| (1912) de septembre à octobre                                             | En habit de cheval (Arr. Érik Satie)                | pour orchestre                                      | Orchestration par Érik Satie, pour 2 flûtes, 2 hautbois (et cor anglais), 2 clarinettes, 3 bassons (et sarrussophone), 2 cors, 2 trompettes, 3 trombones, tuba, contretuba, batterie et cordes. La première prévue pour le 17 juin 1912 a été annulée car Satie n'avait pas terminé l'orchestration. (7:00 à 8:10) - No.1: Choral – (0:40 à 1:00) - No.2: Fugue litanique – (2:50 à 3:20) - No.3: Autre choral – (0:50 à 1:10) - No.4: Fugue de papier – (2:30) |                                                 | - Envisagé puis annulé: Paris: Salle Gaveau, Société Musicale Indépendante, 17 juin 1912 - Envisagé puis refusé: Paris: Concerts Lamoureux, décembre 1912       | - Paris: Rouart, Lerolle & Cie, 1912                                           |
| (1912) août                                                               | Choral (d'Aperçus désagréables) (Arr. Érik Satie)   | pour quatuor à cordes                               | Arrangement d'Érik Satie pour quatuor à cordes avec la complicité du compositeur Robert Montfort (18??-1941). Satie voulait également arranger la fugue mais il y a renoncé. - Choral. |                                                 | | - Œuvre inédite                                                                |
| 1912                                                                      | Impressions parisiennes                             | pour piano à 4 mains?                               | Projet de 4 pièces probablement pour piano à quatre mains. Satie avait planifié leurs compositions mais à finalement abandonné le projet. Seul le No.4 sera poursuivi pour être utilisé dans la pièce No.13 de Sports et divertissements . - No.1: Le réveil de Paris. - No.2: L'autobus. - No.3: L'avenue du Bois, (c'est l'adresse de Debussy). - No.4: Les courses. |                                                 | | - Projet abandonné                                                             |
| 1912                                                                      | [Deux rêveries nocturnes]                           | pour piano                                          | Étude de préludes pour piano, nommée et éditée par Robert Caby (1905-1992). Publication posthume - No.1: Pas Vite – (1:00 à 1:20) - No.2: Très Modérément – (1:40 à 2:20) |                                                 | | - Paris: Musique Contemporaine, 1968 - Ed. Robert Caby                         |
| 1912                                                                      | Répliques hivernales                                | pour piano                                          | Esquisse d'une pièce pour piano. Projet inachevé. |                                                 | | - Projet abandonné                                                             |
| 1912                                                                      | La lanterne                                         | pour piano                                          | Esquisse pour piano qui sera réutilisée pour le No.2 des Descriptions automatiques . |                                                 | | - Projet recyclé                                                               |
| 1912                                                                      | Deux Préludes pour un chien                         | pour piano                                          | Deux préludes pour piano. Le premier parait incomplet et n'a pas été publié. Le second a été révisé, édité par Robert Caby et publié de manière posthume. - No.1: [Sans titre] - No.2: Prélude canin – lent. (0:50 à 1:10) → (No.2:) No.4 du recueil de 1968 : Six pièces de la période 1906-13 . |                                                 | | - No.1: Inédit - No.2: Paris: Musique Contemporaine, 1968 - Ed. Robert Caby    |
| (1968)                                                                    | Prélude canin (Arr. Robert Caby)                    | pour orchestre                                      | Orchestration de Robert Caby (1905-1992). Pour 2 hautbois, 2 clarinettes, contrebasson, trompette, trombone, tuba, 2 percussions et cordes sans contrebasse. (1:50) |                                                 | | - Paris: Bnf / Salabert, 1968                                                  |
| 1912 No.1: 11 juillet No.2: 21 juillet No.3: 23 juillet No.4: pas de date | Préludes flasques (pour un chien)                   | pour piano                                          | Quatre préludes pour piano. La quatrième pièce s'intitulait à l'origine Sous la futaille , Érik Satie a supprimé le titre à la demande de Claude Debussy, le remplaçant par l'indication rythmique. - No.1: Voix d'intérieur – sérieusement, mais sans larmes. (0:40 à 1:10) - No.2: Idylle cynique – très affectueux. (0:50 à 1:20) - No.3: Chanson canine – calme sans lenteur. (0:50 à 1:40) - No.4: (Sous la futaille) – avec camaraderie. (0:40 à 1:40) |                                                 | | - Paris: Max Eschig, 1967                                                      |
| 1912 No.1: 12 août No.2: 17 août No.3: 23 août                            | Véritables préludes flasques (pour un chien)        | pour piano                                          | Trois préludes pour piano. L'essai Arrière-propos aurait pu être le quatrième prélude de l’œuvre. - No.1: Sévère réprimande – vif, sans trop. (0:40 à 1:00) - No.2: Seul à la maison – doucement, avec tristesse. (0:50 à 1:40) - No.3: On joue – aller. (0:40 à 1:10) | - « Très "neuf heures du matin" Ricardo Viñes » | - Paris: Salle Pleyel, Concert Société Nationale, Ricardo Viñes (p), 5 avril 1913                                                                               | - Paris: E. Demets, 1912                                                       |
| 1912                                                                      | Arrière-propos                                      | pour piano                                          | Essai pour piano, révisé et édité par Robert Caby (1905-1992). Probablement une esquisse pour un quatrième prélude des Véritables préludes flasques . - Arrière-propos – (0:40 à 1:00) → No.19 du recueil de 1968 : Carnet d'esquisses et de croquis . |                                                 | | - Paris: Musique Contemporaine, 1968 - Ed. Robert Caby                         |
| 1913 de février au 28 mars                                                | Le piège de Méduse                                  | musique de scène pour piano ou orchestre de chambre | Comédie lyrique en un acte et neuf scènes. Textes et musique d'Érik Satie. Cette dernière est composée d'une suite pour piano de sept petites danses, en guise d’entractes. Pour la première de 1921, la suite sera remplacée par une version orchestrée, dirigée par Darius Milhaud, sur une mise en scène de Pierre Bertin (1891-1984). (avec texte parlé: 25:40) Introduction : - présentation des personnages. (0:40) Acte unique : - Scène 1: – le cabinet de travail du Baron Méduse. Les comptes. (3:10) « Hum, Suis-je seul ? Bien seul ? » - entrée de Polycarpe. (2:00) « Monsieur le Baron a sonné ? » - Danse No.1: Quadrille – Jonas, le singe, se met à danser. (0:50) - Scène 2: – entrée d' Astolfo. La demande. (2:20) « Entrez jeune homme... Entrez » - Danse No.2: Valse – le singe se met à danser. (0:50) - Scène 3: – entrée de Frisette. (2:20) « Ah! Ma petite Frisette, on vient de me demander ta patte » - Danse No.3: Pas vite – le singe se met à danser. (0:30) - Scène 4: – le baron retourne à son bureau. Le piège grossier. (2:40) « M'aime-t-il ce jeune homme ? » - Danse No.4: Mazurka – le singe se met à danser. (0:40) - Scène 5 – entrée de Polycarpe. Le syndicat. (3:00) « Oh quelle vie! Il faut avoir une patience de cheval » - Danse No.5: Un peu vif – le singe se met à danser. (0:30) - Scène 6: – rappel de Polycarpe. La démission. (1:10) « Je suis atterré ! Que doit penser ce garçon ? » - Danse No.6: Polka – le singe se met à danser. (0:30) - Scène 7: – entrée d' Astolfo. Le Piège. Danser sur un œil. (1:50) « Je l'ai subjugué, voyons... où est le thermomètre » - Scène 8: – entrée de Frisette. Le bonheur. (1:50) « Ah, voilà ma fille ! Frisette » - Danse No.7: Quadrille – le singe se met à danser. (0:30) - Scène 9: – arrivée des invités. Fuite. (0:20) « Oh! Voilà mes invités... Allons-nous en mes enfants » |                                                 | - Paris: Théâtre Michel, 24 mai 1921 | - Ed. Galerie Leiris/Simon, 1921                                               |
| 1913 fin juin                                                             | Suite pour Le Piège de Méduse                       | pour piano                                          | Suite pour piano extraite de la comédie lyrique et composée de sept pièces. Titre original : Toutes petites danses pour le Piège de Méduse . (3:20 à 4:10) - No.1: Quadrille – le singe danse, avec gentillesse, cette figure. (0:20 à 0:50) - No.2: Valse – silencieusement, je vous prie. (0:40) - No.3: Pas vite – le singe danse pour se rafraichir. (0:40) - No.4: Mazurka. (0:30) - No.5: Un peu vif – ne prenez pas un air désagréable. (0:15) - No.6: Polka – dansez intérieurement. (0:30) - No.7: Quadrille – à tue-tête, n'est-ce pas ?. (0:20 à 0:50) |                                                 | - Première privée: Paris:Salon de Fernand Dreyfus, fin 1913 ou début 1914                                                                                       | - Paris: Editions de la Vipère, 1939 - Paris: Salabert, 1954                   |
| (1921) printemps?                                                         | Suite pour Le Piège de Méduse (Arr. Érik Satie)     | pour orchestre de chambre                           | Suite pour ensemble concertant de huit instruments. Orchestration de l'auteur. Pour clarinette, trompette, trombone, triangle, tambour de basque, violon, violoncelle et contrebasse. - No.1: Quadrille. (0:40) - No.2: Valse. (0:50) - No.3: Pas vite. (0:35) - No.4: Mazurka. (0:40) - No.5: Un peu vif. (0:30) - No.6: Polka. (0:30) - No.7: Quadrille. (0:25) |                                                 | | - Paris: Salabert, 1968 - Paris: Ornella Volta, Le Castor Astral, 1988         |

### 1913-1917 - Nouvelle période humoristique
| Date | Nom de l'œuvre                                                             | Catégorie                             | Détail | Dédicace & annotations | Première | Éditions |
| --- | -------------------------------------------------------------------------- | ------------------------------------- | --- | --- | --- | --- |
| |                                                                            |                                       | | | | |
| 1913 avril | Descriptions automatiques                                                  | pour piano                            | Suite pour piano, composée de trois danses, dont le titre initial était Vocations électriques . La pièce No.2 provient d'une esquisse de 1912, La lanterne . (3:20 à 5:00) - No.1: Sur un vaisseau – assez lent, au gré des flots. (1:00 à 2:20) - No.2: Sur une lanterne – lent, nocturnement. (1:30 à 2:50) - No.3: Sur un casque – pas accéléré. (0:50 à 1:20) | - No.1: à Madame Fernand Dreyfus - No.2: à Joseph Ravel - No.3: à Paulette Darty | | - Paris: E. Demets, 1913 |
| 1913 No.1: 30 juin No.2: 1er juillet No.3: 4 juillet | Embryons desséchés                                                         | pour piano                            | Œuvre de trois pièces pour piano, aux noms d'échinoderme et de crustacés. Textes en accompagnement contextuel. (5:20 à 6:30) - No.1: Embryon desséché d'holothurie – allez un peu. (1:40 à 2:30) ( Sortie du matin, il pleut, le soleil est dans les nuages ) - No.2: Embryon desséché d'edriophthalma – sombre. (1:50 à 3:00) ( Ils sont tous réunis, Que c'est triste ! ) - No.3: Embryon desséché de podophthalma – un peu vif. (1:30 à 2:00) ( A la chasse ) | - No.1: à Mademoiselle Suzanne Roux - No.2: à Monsieur Édouard Dreyfus - No.3: à Madame Jane Mortier | - Paris: Salle Pleyel, Jane Mortier (p), 5 décembre 1913 | - Paris: E. Demets, 1913 |
| 1913 2 août | San Bernardo                                                               | pour piano                            | Première esquisse pour piano de la nocturne Españaña . - San Bernardo – (assez vite). (1:00) | | - Toronto: Glenn Gould Std, Eve Egoyan (p), 16 mai 2002 | - Ed. Aerial Kites Press, 2002 |
| 1913 No.2: 2 juin No.1: 28 juillet No.3: 25 août | Croquis et Agaceries d'un gros bonhomme en bois                            | pour piano                            | Trois nocturnes pour piano. La troisième est une nouvelle version de San Bernardo . (4:50 à 8:20) - No.1: Tyrolienne turque – avec précaution et lent. (0:50 à 2:30) - No.2: Danse maigre (à la manière de ces messieurs) – assez lent, si vous le voulez bien. (1:20 à 2:40) - No.3: Españaña – sorte de valse. (1:10 à 2:20) | - No.1: à Mademoiselle Elvira Viñes Sato - No.2: à Monsieur Hernando Viñes Soto - No.3: à Mademoiselle Claude Emma Debussy | - Paris: Salle Pleyel, Société Nationale, Ricardo Viñes (p), 28 mars 1914 | - Paris: E. Demets, novembre 1913 |
| 1913 No.1: 23 août No.2: 25 août No.3: 5 sept. | Chapitres tournés en tous sens                                             | pour piano                            | Suite de trois pièces pour piano. (4:40 à 5:50) - No.1: Celle qui parle trop – vif. (0:40 à 1:10) - No.2: Le porteur de grosses pierres – très lent. (1:50 à 3:00) - No.3: Regrets des enfermés (Jonas et Latude) – soyez modéré. (1:20 à 2:50) | - No.1: à Robert Manuel - No.2: à Monsieur Fernand Dreyfus - No.3: à Madame Claude Debussy (Emma Bardac) | - Paris: Salle Erard, Société Musicale Indépendante, Ricardo Viñes (p), 14 janvier 1914 | - Paris: E. Demets, 1913 - Paris: Max Eschig, 1972                                                                                           |
| 1913 | As-tu vu la casquette du père Bugeaud ? (Arr. Érik Satie)                  | pour piano                            | Harmonisation en ré majeur d'une mélodie militaire et populaire, qui sera utilisé pour Danse cuirassée . Esquisse inédite. | | | - Œuvre incomplète et inédite |
| 1913 | Le veau d'or (Arr. Érik Satie)                                             | pour piano                            | Esquisse d'une parodie d'œuvres de Charles Gounod (1818-1893) Faust et de Jacques Offenbach (1819-1880) Orphée aux enfers , qui sera utilisée pour Chez le marchand d'or . | | | - Œuvre incomplète et inédite |
| 1913 No.1: 9 septembre No.3: 14 septembre No.2: 17 septembre | Vieux Sequins et Vieilles Cuirasses                                        | pour piano                            | Trois pièces pour piano, inspirées de parodies ou de mélodies populaires : La casquette du père Bugeaud pour la No.1 ; la Ronde du veau d'or » pour la No.2 et Malborough s'en va-t-en guerre ainsi que Le bon roi Dagobert pour la dernière. (3:20 à 5:30) - No.1: Chez le marchand d'or (Venise XIIIe siècle) – peu vite. (1:20 à 2:30) - No.2: Danse cuirassée (Période grecque) – modéré, pas noble et militaire. (0:40 à 1:20) - No.3: La défaite des Cimbres (Cauchemar) – sans trop de mouvement. (1:20 à 2:30) | - No.1: à Ricardo Viñes - No.2: à M-D Calvocoressi (Michel-Dimitri) - No.3: à Émile Vuillermoz | - Paris: Théâtre du Vieux-Colombier, Marcelle Meyer (p), 11 décembre 1917 | - Paris: E. Demets, 1913 |
| 1913 No.1: 27 septembre No.2: 28 septembre No.3: 28 septembre | L’Enfance de Ko-Quo (en) (Recommandations maternelles)                     | pour piano                            | Trois pièces pour piano composées en vue de préparer les jeunes enfants aux motifs de la musique moderne. Première publication en 1999. Les textes sont des annotations en accompagnement. (2:20) - No.1: Ne bois pas ton chocolat avec tes doigts – lent. (1:00) (...Attends qu'il refroidisse un peu ) - No.2: Ne souffle pas dans tes oreilles – comme une marche. (0:40) (...Ne me marche pas sur les pieds ) - No.3: Ne mets pas ta tête sous ton bras – valse lente. (0:40) ( Si tu prends l'habitude de te tenir convenablement ) | | | - Peters Edition, 1999 - Ed. Ornella Volta                                                                                                   |
| 1913 début octobre | [Trois nouvelles enfantines] (en)                                          | pour piano                            | Trois petites pièces de caractère pour piano, à l'adresse des jeunes élèves. Première publication en 1972. Les textes viennent en accompagnement. (1:50 à 2:20) - No.1: Le vilain petit Vaurien – (modéré). (0:35) ( Sa mère lui fait des observations ) - No.2: [Berceuse] – (doucement). (0:40 à 1:00) - No.3: La gentille toute petite fille – (modéré). (0:30 à 1:00) ( Elle est très sage... Elle aime sa poupée ) | | | - Paris: Max Eschig, 1972 - Ed. Nigel Wilkins                                                                                                |
| 1913 10 octobre | Menus propos enfantins (Enfantines I.)                                     | pour piano                            | Trois pièces pour piano et pour débutants. Le chant est en accompagnement. Quelques esquisses d'autres pièces existent. (2:30 à 3:10) - No.1: Le chant guerrier du roi des haricots – mouvement de marche. (1:00) ( Quel roi jovial ! Sa figure est toute rouge ) - No.2: Ce que dit la petite princesse des tulipes – très lent. (0:40) ( J'aime beaucoup la soupe aux choux ) - No.3: Valse du chocolat aux amandes – valse. (0:40 à 1:10) ( Tu vas en avoir un peu. Tu aimes le chocolat ? ) | - à Mademoiselle Valentine Gross | - Paris: École de musique Jeanne Alvin, Marcelle Meyer (p), 18 décembre 1919 | - Paris: E. Demets, 1914 |
| 1913 22 octobre | Enfantillages pittoresques (Enfantines II.)                                | pour piano                            | Trois pièces pour piano et pour débutants. Les paroles sont en accompagnement. (2:50 à 4:20) - No.1: Petit prélude à la journée – modéré. (0:30 à 1:10) ( Se bien lever... Se bien tenir ) - No.2: Berceuse – lent. (1:10 à 2:00) ( La journée finie, Pierrot va se coucher ) - No.3: Marche du grand escalier – (1:20) ( C'est un grand escalier, très grand ) | - à Madame Léon Verneuil | - Paris: École de musique Jeanne Alvin, Marcelle Meyer (p), 18 décembre 1919 | - Paris: E. Demets, 1914 |
| 1913 26 octobre | Peccadilles importunes (Enfantines III.)                                   | pour piano                            | Trois pièces pour piano et pour débutants. Les textes sont en accompagnement. (2:10 à 3:30) - No.1: Être jaloux de son camarade qui a une grosse tête – andante. (0:30 à 1:00) ( Celui qui est jaloux n'est pas heureux ) - No.2: Lui manger sa tartine – lent. (1:00 à 1:40) ( Habituez-vous à voir une tartine ) - No.3: Profiter de ce qu'il a des cors aux pieds pour lui prendre son cerceau – un peu vif. (0:20 à 0:40) ( Cela ne se fait pas, Si le bon Dieu voit cela ) | - à Madame Marguerite Long | - Paris: École de musique Jeanne Alvin, Marcelle Meyer (p), 18 décembre 1919 | - Paris: E. Demets, 1916 |
| 1913 'Version 1:' deb. novembre 'Version 2:' 16 novembre | Les pantins dansent (2 versions)                                           | musique de scène pour piano           | Poème dansé, (seconde version pour piano). Composé pour accompagner la récitation d'un poème de Valentine de Saint-Point (1875-1953) du recueil La Métachorie de 1913. Une première version pour piano, très différente, a été écartée par Érik Satie. - Les pantins dansent (version 1) – modéré. (1:50) - Les pantins dansent (version 2) – lentement (sans trop), presque modéré. (1:20 à 2:30) | | 'Version 1:' - Birkenhead: Williamson Art Gallery, Robert Orledge, 1990 | 'Version 1:' - Ed. Robert Orledge, 1990 - Paris: Salabert, 2016 'Version 2:' - Montjoie! tome II., 1914 - Paris: Rouart, Lerolle & Cie, 1929 |
| 1913 'Version 1:' déb. novembre 'Version 2:' 16 novembre | Les pantins dansent (Arr. Érik Satie) (2 versions)                         | musique de scène pour petit orchestre | Poème dansé, (seconde version pour petit orchestre). Pour flûte, hautbois, clarinette, basson, cor, trompette et cordes. Une première version, de début novembre, mais abandonnée par l'auteur, était orchestrée pour 2 flûtes, clarinette, basson, cor, 2 trompettes, harpe et cordes. - Les pantins dansent (version 1) - Les pantins dansent (version 2) – presque lent. (2:00 à 2:30) | | 'Version 2:' - Festival de la Métachorie, 18 décembre 1913 | 'Version 1:' - Inédite 'Version 2:' - Montjoie! tome I., 1913 - Paris: Salabert, 1975                                                        |
| 1914 | [Air] ou [Pièce sans titre]                                                | pour piano                            | Petite pièce pour piano, révisée, nommée et éditée par Robert Caby (1905-1992). Révisée et débaptisée par Robert Orledge en 2016 pour [Pièce sans titre]. - [Air] – allegro. (0:20) → No.1 du recueil de 1968 : Carnet d'esquisses et de croquis . | | | - Paris: Musique Contemporaine, 1968 - Ed. Robert Caby - Ed. Robert Orledge - Paris: Salabert, 2016                                          |
| 1914 No.1: 17 janvier No.2: 21 janvier No.3: 30 janvier | Choses vues à droite et à gauche (sans lunettes)                           | pour violon et piano                  | Trois pièces pour violon et piano. Il existe un brouillon d'une première version de la No.2. ainsi qu'une esquisse de composition (No.5?) en sol majeur et sans nom. (4:00 à 4:30) - No.1: Choral hypocrite – en sol majeur, grave. (1:10) - No.2: Fugue à tâtons – en do majeur, pas vite. (1:50) - No.3: Fantaisie musculaire – en do majeur, un peu vif. (1:35) | - à Marcel Chailley | - Paris: École Lucien de Flagny, Marcel Chailley (v) & Ricardo Viñes (p), 2 avril 1916 | - Paris: Rouart, Lerolle & Cie, 1916 |
| 1914 | [Autre choral]                                                             | pour violon et piano                  | Quatrième pièce pour piano et violon de Choses vues à droite et à gauche , écartée de l'œuvre et qui aurait pu s’intercaler entre les Nos.2 et 3. - [Autre choral] – (1:30) | | | - Œuvre inédite - Ed. Robert Orledge, 1987 - Œuvre complète (No.1 à 4): Paris: Salabert, 1995                                                |
| 1914 du 14 mars au 20 mai No.07: 14 mars No.12: 17 mars No.08: 22 mars No.13: 26 mars No.19: 29 mars No.02: 31 mars No.10: 3 avril No.20: 6 avril No.03: 7 avril No.09: 11 avril No.16: 14 avril No.15: 19 avril No.21: 21 avril No.14: 24 avril No.06: 27 avril No.04: 29 avril No.18: 2 mai No.17: 5 mai No.01: 15 mai No.05: 16 mai No.11: 20 mai No.21A: 20 avril No.11A: 19 mai | Sports et divertissements                                                  | pour piano                            | 21 courtes pièces pour piano inspirées de dessins de Charles Martin (1884-1934) accompagnés de textes humoristiques en prose ou en poésie, d'Érik Satie. Ce dernier a changé l'ordre des pièces à quelques reprises. C'est l'éditeur Lucien Vogel qui choisira l'ordre de parution définitif. Il y a eu 2 performances de l’œuvre complète, en 1914 et 1922. Quelques esquisses d'autres pièces existent. Dans les brouillons de composition : la No.5 s'intitulait Sérénade matinale de la Mariée, la No.15 Le pick-nick, les Nos.18 & 21 ont eu une première version rejetée par l'auteur et la No.17 près de 5 petites préversions. La No.11 a eu une dizaine de variantes. La pièce No.13 est une récupération de la No.4 du projet de 1912 Impressions parisiennes . (11:00 à 15:20) - No.1: Choral inappétissant – grave. (1:00) - No.2: La balançoire – lent. (0:40 à 1:20) - No.3: La chasse – vif. (0:20) - No.4: La comédie italienne – à la napolitaine. (0:30) - No.5: Le réveil de la mariée – vif, sans trop. (0:30) - No.6: Colin-maillard – pettitement. (0:30 à 1:10) - No.7: La pêche – calme. (0:40) - No.8: Le yachting – modéré. (0:40 à 1:10) - No.9: Le bain de mer – mouvementé. (0:30) - No.10: Le carnaval – léger. (0:30) - No.11: Le golf (version 2) – exalté. (0:30) - No.12: La pieuvre – assez vif. (0:30) - No.13: Les courses – un peu vif. (0:25) - No.14: Les quatre-coins – joie modérée. (0:40) - No.15: le pique-nique – dansant. (0:25) - No.16: Le water-chute – gracieusement. (0:35) - No.17: Le tango – modéré et très ennuyé. (1:10 à 1:50) - No.18: Le traîneau – courez. (0:30) - No.19: Le flirt – agité. (0:35) - No.20: Le feu d'artifice – rapide. (0:25) - No.21: Le tennis (version 2) – avec cérémonie. (0:30 à 0:60) Versions rejetées : - No.11A: Le golf (version 1) – exalté. (0:30) - No.21A: Le tennis (version 1) – un peu vif. (0:30) | | - Paris: chez Madame Vogel, Érik Satie (p), 14 décembre 1919 - Paris: Salle de La Ville L'Évêque, Marcelle Meyer (p), 31 janvier 1922                                                                                    | - Paris: Lucien Vogel, 1923 - Versions rejetées: Ed. Robert Orledge, Salabert, 2016                                                          |
| (2007) | Sports et divertissements (Arr. Régis Campo)                               | pour orchestre                        | Orchestration de Régis Campo (1968-), sur commande de l'orchestre symphonique de Montréal. Pour 2 flûtes (et piccolo), 2 hautbois (et cor anglais), 2 clarinettes (et clarinette basse), 2 bassons (et contrebasson), 4 cors, 3 trompettes, 2 trombones, tuba, 2 percussions, timbales, piano, célesta et cordes. - Nos.1 à 21 – (10:30) | - « à Kent Nagano » | - Montréal: Palais des Arts, Kent Nagano (dir), 20 février 2008 | - Paris: Henry Lemoine, 2007 |
| 1914 mai | Les globules ennuyeux                                                      | pour piano                            | Projet abandonné en 3 pièces pour piano. Textes pour les Nos.1 & 3 rédigés, mais pas de composition de musique. - No.1: Regard - No.2: Superficie - No.3: Canalisation | | | - Œuvre inachevée |
| 1914 mai | Les étapes monotones                                                       | pour piano                            | Projet avorté en 3 pièces pour piano. Pas de texte ni de musique. - No.1: Curiosité visqueuse - No.2: Frisson impoli - No.3: Tentacules chevalines | | | - Projet avorté |
| 1914 mai | La chimère désolée                                                         | pour piano                            | Projet avorté en 3 pièces pour piano. Pas de texte ni de musique. - No.1: Kiosque - No.2: Moisissures - No.3: Estafilade | | | - Projet avorté |
| 1914 juin | Un Acte                                                                    | musique de ballet                     | Scénario incomplet pour un ballet en un acte ou un opéra en onze tableaux. Quelques brouillons de textes mais pas de composition. Projet abandonné. | | | - Œuvre inachevée - Ed. Ornella Volta, 1992                                                                                                  |
| 1914 fin juin | Obstacles venimeux                                                         | pour piano                            | Œuvre incomplète en 3 pièces pour piano, probablement recyclées dans la pièce No.1 éponyme de Heures séculaires et instantanées . - No.1: Le Président Général sommeille doucement, étendu sur un paquet de hamac - 1er obstacle : un scorpion - 2e obstacle : un boa - 3e obstacle : son concierge - No.2: (sans titre) - No.3: La chaleur est diluvienne | | | - Œuvre incomplète et inédite |
| 1914 juin | Œuvres ennuyeuses                                                          | pour piano                            | Projet avorté en 3 pièces pour piano. Pas de texte ni de musique. - No.1: Les catafalques endormis. - No.2: Les poussières peureuses. (ou sombres, ou honteuses) - No.3: Vasques chancelantes (ou Les mots suspendus) | | | - Projet avorté |
| 1914 No.1: 25 juin No.2: 3 juillet No.3: ? | Heures séculaires et instantanées                                          | pour piano                            | Œuvre pour piano avec des textes en annotation, riches et élaborés, accompagnés de l'avertissement suivant : « À quiconque. Je défends de lire, à haute voix, le texte, durant le temps de l'exécution musicale. Tout manquement à cette observation entraînerait ma juste indignation contre l'outrecuidant. Il ne sera accordé aucun passe-droit ». Comme un pacte secret entre l'interprète et l'auteur. (3:10 à 4:00) - No.1: Obstacles venimeux – noirâtre. (1:30 à 2:30) ( Cette vaste partie du monde n'est habitée que par un seul homme ) - No.2: Crépuscule matinal (de midi) – sans grandeur. (0:50 à 1:50) ( Le soleil s'est levé de bon matin et de bonne humeur ) - No.3: Affolements granitiques – vivement. (0:40 à 1:10) ( L'horloge du vieux village abandonné va, elle aussi, frapper un grand coup ) | - « à sir William Grant-Plumot, je dédie agréablement ce recueil. Jusqu'ici, deux figures m'ont surpris : Louis XI & sir William : le premier, par l'étrangeté de sa bonhommie, le second, par sa continuelle immobilité. Ce m'est un honneur de prononcer, ici, les noms de Louis XI et sir William Grant-Plumot. » (personnage fictif, inventé par Érik Satie) | - Paris : Galerie Barbazanges, Ricardo Viñes (p), 11 mars 1917 | - Paris: E. Demets, 1916 ou 1917 |
| 1914 juillet | Sous les catalpas (Trois belles Mazurkas)                                  | pour piano                            | Projet avorté en 3 pièces pour piano. Pas de texte ni de musique. - No.1: Ce que dit le hibou - No.2: Après le bon déjeuner - No.3: Le joli bal de coton | | | - Projet avorté |
| 1914 juillet | Le cheval est un animal hippique, équestre & domestique                    | pour piano                            | Projet avorté en 3 pièces pour piano. Pas de texte ni de musique. - No.1: Équestre – Un général sur le dos - No.2: Domestique – Une charrue derrière lui - No.3: Hippique – Un rival à vaincre | | | - Projet avorté |
| 1914 No.1: 21 juillet No.2: 22 juillet No.3: 23 juillet | Les trois valses distinguées du précieux dégoûté                           | pour piano                            | Trois valses pour piano, avec citations introductives à ne pas prononcer. Satie a composé cette œuvre à la suite d'une querelle avec Maurice Ravel (1875-1937) pour se moquer de ses manières de dandy. Il existe des esquisses de premières versions des Nos.2 et 3. (2:30 à 4:30) - No.1: Sa taille – pas vite (il se regarde). (0:50 à 1:40) ( Ceux qui nuisent à la réputation ou à la fortune des autres ) Jean de La Bruyère (1645-1696). - No.2: Son binocle – très lent, s'il vous plait. (0:50 à 1:40) ( Nos vieilles mœurs interdisaient au jeune homme pubère ) Ciceron (av.106-av.43). - No.3: Ses jambes – déterminé. (0:50) ( Le premier soin du propriétaire, quand il est arrivé à sa ferme ) Caton (av.234-av.149) | - No.1: à Roland Manuel - No.2: à Mademoiselle Linette Chalupt - No.3: à René Chalupt | - Paris: Exposition d'Art, Société Lyre et Palette, 19 novembre 1916 | - Paris: Rouart, Lerolle & Cie, novembre 1916                                                                                                |
| 1914 novembre | Soupirs fanés                                                              | pour piano                            | Projet avorté en 1 à 3 pièces pour piano (il manque des indications plus précises). Pas de texte ni de musique. - No.1 ou 2? Grand sommeil nocturne - No.2 ou 1? Familial désespoir - No.3? | | | - Projet avorté |
| 1914 novembre | Souvenirs fadasses                                                         | pour piano                            | Projet avorté en 3 pièces pour piano. Textes rédigés pour les Nos.1 & 2, pas de musique. - No.1: Barbouillage - No.2: Poil - No.3: Recrudescence | | | - Œuvre abandonnée |
| 1914 No.1: 20 novembre No.2: 25 novembre No.3: 2 décembre | Trois poèmes d'amour (en)                                                  | pour voix et piano                    | Trois courtes mélodies pour baryton et piano à la composition musicale similaire et inspirée par les chants des troubadours du 13e siècle. Satie a également transposé ces trois mélodies pour ténor. Une introduction (à la No.1) nommée Ritournelle , a été retirée pour l'édition par l'auteur. (2:00 à 3:00) - No.1: Ne suis que grain de sable – (0:45) « Ne suis que grain de sable, Toujours frais et t'aimable » - No.2: Suis chauve de naissance – (0:35 à 0:60) « Suis chauve de naissance, Par pure bienséance » - No.3: Ta parure est secrète – (0:55) « Ta parure est secrète, Ô douce luronnette » | - « à Henri Fabert » - « Musique de M. Erik Satie (sur des paroles magiques de lui-même) » | - Paris: École L. de Flagny, Henri Fabert & Érik Satie (p), 2 avril 1916 | - Paris: Rouart, Lerolle & Cie, 1916 |
| 1915 | Rêverie sur un plat                                                        | pour piano                            | Pièce incomplète pour piano. | | | - Œuvre incomplète et inédite |
| 1915? | La mer est pleine d'eau, c'est à n'y rien comprendre                       | pour piano et orchestre de chambre?   | Œuvre incomplète pour piano et orchestre de chambre. Il y a des indications notées dans des esquisses, pour seulement 2 clarinettes, cor anglais et cordes. | | | - Œuvre incomplète et inédite - Brighton, Dorset Gardens, 2010                                                                               |
| (2010) | La mer est pleine d'eau, c'est à n'y rien comprendre (Arr. Robert Orledge) | pour piano                            | Reconstruction et réduction pour piano solo, par Robert Orledge. - La mer est pleine d'eau, c'est à n'y rien comprendre – (1:10) | | - Londres: Gresham College, Robert Orledge, 16 avril 2010 | - Ed. Robert Orledge, 2010 |
| 1915 de mars? au 2 avril | Cinq grimaces pour Le songe d'une nuit d'été (en)                          | musique de scène pour orchestre       | Musique de scène pour un projet d'adaptation au cirque, d'une pièce de Shakespeare A Midsummer Night's Dream (Le songe d'une nuit d'été), par Jean Cocteau (1889-1963) et sur une idée originale d'Edgard Varèse (1883-1965). Composition de cinq petites pièces pour orchestre : 3 flûtes, 3 hautbois (et cor anglais), 2 clarinettes, 3 bassons (et contrebasson), 2 cors, 3 trompettes, 3 trombones, tuba, timbales, 3 percussions (cymbales, grosse caisse, tarolle) et cordes (violons I & II, altos, violoncelles et contrebasse). Le projet sera finalement abandonné. Édition posthume de la musique, mais les textes seront perdus. (3:20) - No.1: Préambule – modéré. (0:50) - No.2: Coquecigrue (Portrait de Ravel) – peu vite. (0:30) - No.3: Chasse – modéré. (0:30) - No.4: Fanfaronnade (Portait de Varèse) – temps de marche. (0:20) - No.5: Pour sortir – modéré. (1:05) | | - Représentation scénique envisagée au Cirque Médrano - Musique seule: Paris, Festival Érik Satie, Théâtre des Champs-Élysées, Roger Désormière (dir), 17 mai 1926                                                       | - Projet scénique abandonné - Musique seule: Vienne: Universal edition, mars 1929                                                            |
| (1928) | Cinq grimaces pour « Le songe d'une nuit d'été » (Arr. Darius Milhaud)     | pour piano                            | Réduction pour Piano par Darius Milhaud (1892-1974). (3:00 à 4:40) - No.1: Préambule – modéré. (0:50) - No.2: Coquecigrue – peu vite. (0:40) - No.3: Chasse – modéré. (0:35) - No.4: Fanfaronnade – temps de marche. (0:25) - No.5: Pour sortir – modéré. (1:00) | | | - Vienne: Universal edition, novembre 1929                                                                                                   |
| 1915 No.1: 23 août No.3: 3 octobre No.2: 6 octobre | Avant-dernières pensées                                                    | pour piano                            | Trois pièces pour piano accompagnées d'annotations à ne pas lire à haute voix. Le titre d'origine de la No.2 était Étranges rumeurs , titre donné également un temps au recueil avec un ordre différent : 1,3,2 puis 2,1,3 ; pour finir par le titre et l'ordre d'édition actuel. (2:50 à 5:30) - No.1: Idylle – modéré, je vous prie. (0:50 à 1:45) ( Que vois-je? Le ruisseau est tout mouillé ) - No.2: Aubade – pas vite. (1:00 à 2:10) ( Ne dormez pas, belle endormie. Chantez sérieusement ) - No.3: Méditation – un peu vif. (0:40 à 1:50) ( Le poète est enfermé dans sa vieille tour ) | - No.1: à Claude Debussy - No.2: à Paul Dukas - No.3: à Albert Roussel | - Première privée: Paris: chez Mme Bongard, exposition de peinture moderne, Erik Satie (p), 30 mai 1916 - Première publique: Paris: Concert, Société Lyre et Palette, Erik Satie (p), 19 novembre 1916                   | - Paris: Rouart, Lerolle & Cie, novembre 1916                                                                                                |
| 1916 de janvier au 6 février | Pastels sonores (Arr. Erik Satie)                                          | pour orchestre                        | Orchestration par Érik Satie, de deux pièces d'une œuvre d' Albert Verley (1867-1959) qui était devenu en 1916, à 49 ans, son élève. Pour piccolo, 2 flûtes, hautbois, cor anglais, 2 clarinettes, 2 bassons, 2 cors, 2 trompettes, 2 trombones, tuba, timbales, percussions, harpe et cordes. - No.1: Cloches dans la vallée - Au lever du soleil - Au crépuscule - En fête - No.2: L'Aurore aux doigts de rose | | - Paris: Salle de la Société des agriculteurs de France, Vladimir Golschmann (dir), 17 janvier 1920 | - Œuvre inédite |
| 1916 de janvier au 6 février | L'Aurore aux doigts de rose (Arr. Erik Satie)                              | pour piano à 4 mains                  | Réduction pour piano à 4 mains, réalisée par Érik Satie du No.2 de Pastels sonores d'Albert Verley (1867-1959). - No.2: L'aurore aux doigts de rose | - No.2: à Maurice Ravel | | - Paris: Publication privée, 1916 |
| 1916 No.2: 14 avril No.3: 14 avril No.1: 26 mai | Trois mélodies                                                             | pour voix et piano                    | Recueil de trois mélodies pour voix et piano, composées pour la mezzo-soprano Jane Bathori (1877-1970). Les librettistes sont : No.1: Léon-Paul Fargue (1876-1947), No.2: Mimi Godebska (1899-1949), nièce de Misia Sert et No.3: René Chalupt (1885-1957) d'après Alice au Pays des merveilles . Il existe quelques esquisses de premières versions des Nos.1 & 3 et de trois préversions pour la No.2. (3:50 à 5:10) - No.1: La statue de bronze – pas trop vite. (1:20 à 2:30) « La grenouille du jeu de tonneau S'ennuie le soir sous la tonnelle » - No.2: Daphénéo – tranquille. (0:55 à 1:50) « Dis-moi, Daphénéo ? Quel est donc cet arbre dont les fruits » - No.3: Le chapelier – allegretto (genre Gounod). (0:50 à 1:25) « Le chapelier s'étonne de constater que sa montre retarde » | - No.1: à Madame Jane Bathori - No.2: à Émile Engel (époux de Jane Bathori) - No.3: à Igor Strawinsky | - Première Nos.2 & 3: Société Lyre et Palette, Jane Bathori & Ricardo Viñes (p), 18 avril 1916 - Première intégrale: Paris: Chez Mme Bongard, exposition de peinture moderne, Jane Bathori & Érik Satie (p), 30 mai 1916 | - Paris: Rouart, Lerolle & Cie, février 1917                                                                                                 |
| (1952) | Trois mélodies (Arr. Robert Caby)                                          | pour voix et orchestre                | Orchestration avec chant, de Robert Caby (1905-1992). - No.1: La statue de bronze – pour mezzo ou baryton et orchestre : 2 flûtes, 2 hautbois (et cor anglais), 2 clarinettes, 2 bassons, cor, trompette, trombone, tuba, xylophone, percussions et cordes. (1:30) « La grenouille du jeu de tonneau S'ennuie le soir sous la tonnelle » - No.2: Daphénéo – pour soprano ou mezzo ou ténor ou baryton et orchestre : flûte, hautbois, clarinette, basson, cor, percussions et cordes. (1:30) « Dis-moi, Daphénéo ? Quel est donc cet arbre dont les fruits » - No.3: Le Chapelier – pour mezzo ou baryton et orchestre : flûte, 2 hautbois (et cor anglais), clarinette, basson, cor, trompette, trombone, tuba, percussions et cordes. (1:00) « Le chapelier s'étonne de constater que sa montre retarde » | | | - Paris: Salabert, 1968 |
| 1916 juillet | Fables de la Fontaine                                                      | musique de ballet pour orchestre      | Projet de musique pour les Ballets russes de Serge de Diaghilev (1872-1929), sur un argument de René Chalupt (1885-1957) et des décors de Charles Stern. La musique a été perdue ou n'a probablement pas été commencée. | | | - Œuvre perdue |

### 1916-1919 - Période des Ballets russes
| Date | Nom de l'œuvre                                                | Catégorie                                          | Détail | Dédicace & annotations | Première | Éditions |
| --- | ------------------------------------------------------------- | -------------------------------------------------- | --- | --- | --- | --- |
| |                                                               |                                                    | | | | |
| 1916 de mai 1916 au 5 mai 1919 No.3: de mai au 1er septembre No.5: 19 octobre No.4: octobre No.6: novembre à décembre No.2: 12 décembre No.8: décembre 1917 'révision:' jusqu'au 8 mai 1919 Nos.1 & 7: d'avril au 5 mai | Parade (Ballet réaliste sur un thème de Jean Cocteau)         | pour grand orchestre                               | Musique de ballet réaliste (voire anarchiste selon la critique) en trois numéros de music-hall (Tableaux), sur un argument de Jean Cocteau (1889-1963), une chorégraphie de Léonide Massine (1896-1979) et des décors de Pablo Picasso (1881-1973). Œuvre révisée en 1917 puis rajout de 2 mouvements en 1919 Choral et Final . Pour piccolo, 2 flûtes, hautbois, cor anglais, 3 clarinettes, 2 bassons, 2 cors, cornet à piston, 2 trompettes, 2 trombones, tuba, timbales, harpe et cordes (Violons I. & II., altos, violoncelles et contrebasses), percussions diverses: sirène, roue de loterie, révolver, xylophone, bouteilles, machine à écrire, etc. (12:40 à 15:00) Introduction: - No.1: Choral (1919) – (1:00) - No.2: Prélude du rideau rouge – (1:00 à 1:40) Tableau I. - No.3: Prestidigitateur chinois – (2:20 à 3:40) Tableau II. - No.4: Petite fille américaine – (1:10 à 2:00) - No.5: Rag-Time du paquebot (Titanic) – (1:30 à 2:20) Tableau III. - No.6: Acrobates – (2:00 à 3:20) Conclusion: - No.7: Final (1919) – (1:50) - No.8: Suite au prélude du rideau rouge – (0:40) | - « à Madame Edwards » (Misia Sert) | - Version 1: Paris: Théâtre du Chatelet, Ballets russes de Diaghilev, Ernest Ansermet, 18 mai 1917 - Version complète: Paris: Salle Gaveau, Ballets russes de Serge de Diaghilev, 11 mai 1919 | - Paris: Rouart, Lerolle et Cie, 1917                                                                            |
| 1917 du 2 au 9 janvier | Parade (Arr. Erik Satie)                                      | pour piano à 4 mains                               | Réduction pour piano à 4 mains par Érik Satie. Cette version ne comporte ni le Choral d'introduction ni le Final de conclusion, car ils n'étaient pas encore incorporés à l’œuvre pour orchestre. (12:40 à 14:30) - No.1: Prélude du rideau rouge – (1:40) - No.2: Prestidigitateur chinois – (2:30) - No.3: Petite fille américaine – (1:20) - No.4: Rag-Time du paquebot – (2:10) - No.5: Acrobates – (2:40 à 3:30) - No.6: Suite au prélude du rideau rouge – (0:30) → En 1987, Hiroshi Yamaguchi à lui aussi arrangé l’œuvre pour piano à 4 mains, mais avec les 8 mouvements au complet. | | - Version 2: Société Lyre et Palette, Érik Satie (p) & Mlle Juliette Méerovitch (p), 19 novembre 1916                                                                                         | - Paris: Rouart, Lerolle et Cie, 1917                                                                            |
| (1917) | Rag-Time du paquebot (Arr. Erik Satie)                        | pour piano                                         | Réduction pour piano solo du quatrième mouvement de la version pour piano à 4 mains par Érik Satie. - Rag-Time du paquebot | | | - Œuvre inédite                                                                                                  |
| (1919) | Rag-Time Parade ou (Rag-Time du Paquebot) (Arr. Hans Ourdine) | pour piano                                         | Réduction pour piano solo de Hans Ourdine alias Stéphane Chapelier (1884-1966) directement d'après l'arrangement pour piano à 4 mains de l'auteur. - Rag-Time parade – (1:10 à 2:30) | | | - Paris: Rouart & Lerolle, 1951                                                                                  |
| (1919?) | Rag-Time Parade ou (Rag-Time du Paquebot) (Arr. Hans Ourdine) | pour petit orchestre                               | Arrangement pour petit orchestre de Hans Ourdine alias Stéphane Chapelier (1884-1966) d'après l'œuvre de Satie. Pour flûte, hautbois, clarinette, basson, 2 cors, 2 trompettes à piston, 2 trombones, percussions et cordes. - Rag-Time parade – (3:00) | | | - Paris: Salabert                                                                                                |
| 1917? | Le masque de la mort rouge (extrait) (Arr. Erik Satie)        | pour piano à 4 mains                               | Réduction par Érik Satie pour piano à quatre mains, d'un extrait de la musique composée par Albert Verley (1867-1959), pour un ballet d'après une nouvelle d'Edgar Allan Poe The Masque of the Red Death , sur un argument de Henri-Pierre Roché (1879-1959). - Le masque de la mort rouge (extrait). | - « à Paul Dukas » | | - Œuvre inédite                                                                                                  |
| 1917 | Trois farces de tabarin                                       | musique de scène pour orchestre?                   | Projet de musique de scène dans un style munichois, pour un ballet, sur une mise en scène de Charles Stern. Œuvre perdue ou probablement jamais commencée. | | - Première envisagée: Théâtre du Vieux-Colombier | - Projet avorté                                                                                                  |
| 1917 mars | Embarquement pour Cythère (Rev. Robert Orledge)               | pour violon et piano                               | Pièce incomplète pour violon et piano, inspirée par un tableau d' Antoine Watteau (1684-1721). Projet abandonné afin de donner la priorité à la composition de Parade alors en cours de révision. Complétée et éditée en 1995 par Robert Orledge (1948-). - Embarquement pour Cythère – (3:30) | - « à Hélène Jourdan-Morhange » | - Première envisagée: Paris: Salle Huyghens, Pierre Lucas (p), 17 mai 1917 - UK, Bishop's Palace, George Ewart (v) & Roger Nichols (p), 22 juillet 1995                                       | - Projet abandonné - Paris: Salabert , cop. 1995                                                                 |
| 1917 juillet | Sonatine bureaucratique                                       | pour piano                                         | Pièce en trois mouvements pour piano avec annotations. (3:30 à 4:20) - I. Allegro – (0:50 à 1:20) ( Le voilà parti. Il va gaiement à son bureau ) - II. Andante – (1:00 à 2:00) ( Il réfléchit à son avancement ) - III. Vivache (sic) – (1:10 à 2:00) ( Il chantonne un vieil air péruvien qu'il a recueilli en Basse-Bretagne ) | - « à Juliette Méerovitch, amicalement » | - Paris: Salle Huygens, Juliette Méerovitch (p), 1er décembre 1917 | - Paris: S. Chapelier, 1917 - Paris: L. Philippo, 1917                                                           |
| 1917? | La veille du combat                                           | pour voix et piano                                 | Mélodie incomplète pour voix et piano. Il ne reste que quelques partitions de piano. | | | - Œuvre inachevée et Inédite                                                                                     |
| 1917-1918 | Musique d'ameublement [No.1]                                  | musique de chambre                                 | Premier jeu de deux courtes pièces pour petit ensemble, expérimentant les musiques d'ambiance. C'est après un repas dans un restaurant bruyant, qu'Érik Satie eut l'idée de camoufler les bruits ambiants et de meubler les silences avec une musique étudiée pour. Morceaux précurseurs de musique répétitive et minimaliste. Le titre original de la pièce No.2 était Teinture sonore . Édition posthume. - No.1: Tapisserie en fer forgé – très riche. Pour flûte, clarinette, trompette, cordes (violons I. & II., altos et violoncelles). (3:10) ( Pour l'arrivée des invités (grande réception), à jouer dans un vestibule ) - No.2: Carrelage phonique – ordinaire. Pour flûte, clarinette, cordes (violons I. & II., altos et violoncelles). (1:10 à 2:30) ( Peut se jouer à un lunch ou à un contrat de mariage ) | | | - No.2: Ed. John Cage, 1969 - Nos.1 & 2: Paris: Salabert, 1973                                                   |
| (1987?) | Musique d'ameublement (Arr. Hiroshi Yamaguchi)                | pour 2 pianos                                      | Réduction par Hiroshi Yamaguchi pour 2 pianos. L'ordre des 3 pièces est modifié (voir No.1 en 1923). - No.2: Tapisserie en fer forgé - No.3: Carrelage phonique | | | |
| 1918 | Conte pour un ballet                                          | musique de ballet                                  | Projet de ballet dont l'argument est basé sur un poème de Louise Faure-Favier (1870-1961) publié dans le recueil Six contes et deux rêves et dédicacé à Érik Satie. La musique si elle a été composée, a été perdue. | | | Œuvre perdue |
| 1917-1918 6 janvier 1917 à août 1918 Révision: octobre 1918 | Socrate                                                       | pour voix et orchestre ou pour 4 voix et orchestre | Drame symphonique en trois parties avec voix : pour un soprano (ou 4 voix : 2 sopranos et 2 mezzo-sopranos) et orchestre de chambre. Sur des dialogues de Platon (-428-348), traduits par Victor Cousin (1792-1867). Notice rédigée par René Chalupt (1885-1957). Commande spéciale de Winnaretta de Polignac (1865-1943), amatrice de philosophie. Le titre original de 1917 avant édition était la Vie de Socrate . - I. Portrait de Socrate (Extraits du banquet) – (5:00 à 7:10) « Or, mes chers amis, afin de louer Socrate » - II. Les bords de l'Ilissus (Extraits de Phèdre) – (6:05 à 7:25) « Détournons-nous un peu du chemin » - III. Mort de Socrate (Extraits de Phédon) – (15:50 à 18:40) « Depuis la condamnation de Socrate » | - « à Madame la Princesse Edmond de Polignac » (Winnaretta Singer) - et à la mémoire de son époux                                                                                                  | - Paris: Salle Érard, Société Nationale, 7 juin 1920 | - Paris: M. Eschig, 1993                                                                                         |
| (1918) avril Révision: octobre | Socrate (Arr. Érik Satie)                                     | pour voix et piano ou pour 4 voix et piano         | Réduction pour soprano (ou 4 voix) et piano, créée pour la mezzo-soprano Jane Bathori (1877-1970). - I. Portrait de Socrate (Extraits du banquet) – (5:20 à 6:00) « Or, mes chers amis, afin de louer Socrate » - II. Les bords de l'Ilissus (Extraits de Phèdre) – (6:40 à 8:40) « Détournons-nous un peu du chemin » - III. Mort de Socrate (Extraits de Phédon) – (14:30 à 18:25) « Depuis la condamnation de Socrate » | - « à Madame la Princesse Edmond de Polignac » (Winnaretta Singer) | - Paris: chez Madame Adrienne Mounier, Jane Bathori (s) & Érik Satie (p), 21 mars 1919 | - Paris: Éditions de la Sirène, 1919                                                                             |
| (1944-1968) Mouv. I. 1944-48 Mouv. II. & III. 1968 | Socrate (Arr. John Cage)                                      | pour 2 pianos                                      | Drame symphonique en 3 parties, transcrit par John Cage (1912-1992) pour 2 pianos. Cet arrangement sera utilisé pour un ballet de Merce Cunningham (1919-2009) Idyllic Song en octobre 1969. Réduction de la première partie : pour un piano en 1944 puis pour deux pianos en 1947 et enfin révision en 1948. Réduction pour deux pianos des deux dernières parties en 1968. (28:30 à 35:00) - I. Portrait de Socrate – (5:40 à 6:20) - II. Les bords de l'Ilissus – (7:05 à 7:20) - III. Mort de Socrate – (15:00 à 15:40) En 1969, John Cage compose la pièce Cheap Imitation (en) qui s'inspire de l’œuvre de Satie, en 3 versions : pour piano solo (1969), pour orchestre de 24 musiciens (1972) et pour violon solo (1977). | | | - Paris: M. Eschig, 1984 - Piano solo: Ed. Peters, 1970 - Orchestre: Ed. Peters, 1972 - Violon: Ed. Peters, 1977 |
| 1919 No.1: août No.2: septembre Nos.3 & 4: octobre No.5: novembre | Cinq nocturnes                                                | pour piano                                         | Cinq pièces pour piano, qui devaient être trois à l'origine puis sept, mais les deux dernières n'ont pas été terminées. Il existe de nombreuses autres esquisses de premières versions des 5 nocturnes mais aussi plusieurs autres essais rejetés, la plupart également en ré majeur. (12:55) - 'No.1: Doux et calme – en ré majeur. (1:40 à 4:05) - No.2: Simplement – en ré majeur. (1:20 à 2:40) - No.3: Un peu mouvementé – en ré majeur. (2:10 à 3:55) - No.4: Mystérieux et tendre – (2:00 à 3:30) - No.5: (sans indication) – (1:50 à 2:30) | - No.1: à Madame Marcelle Meyer - No.2: à André Salomon - No.3: à Madame Jean Hugo (Valentine) - No.4: à Madame la Comtesse Étienne de Beaumont (Édith) - No.5: à Madame Georges Cocteau (Eugénie) | - No.1: Paris: Salle Pleyel, Jane Mortier (p), 18 mars 1920 - Nos.1 à 3: Paris: Salle Erard, Festival Erik Satie, Ricardo Viñes (p), 7 juin 1920                                              | - Nos.1 à 3: Paris: Rouart, Lerolle & Cie, 1919 - Nos.4 & 5: Paris: E. Demets, 1920                              |
| 1919 | [Petite danse]                                                | pour piano                                         | Petite pièce pour piano, révisée et éditée par Robert Caby (1905-1992). - [Petite danse] – gaiment. (0:25) → No.20 du recueil de 1968 : Carnet d'esquisses et de croquis . | | | - Paris: Musique Contemporaine, 1968 - Ed. Robert Caby                                                           |
| (1968) | Petite danse (Arr. Robert Caby)                               | pour orchestre                                     | Orchestration de Robert Caby (1905-1992). - Petite danse – pour 2 flûtes, 2 hautbois, 2 clarinettes, 2 bassons, percussions et cordes (2 violons I., 2 violons II., alto et contrebasse). (1:00) → No.3 de Carnet de croquis et d'esquisses pour orchestre. | | | - Paris: Bnf / Salabert, 1968                                                                                    |
| 1919 novembre | Marche de Cocagne                                             | musique de chambre                                 | Composition pour deux trompettes, destinée à la première édition de l'Almanach de Cocagne pour l'an 1920, édité par Bertrand Guégan (1892-1943) et « dédié aux vrais gourmands et aux Francs buveurs ». La pièce sera réutilisée pour Trois petites pièces . - Marche de Cocagne – en do majeur. (0:20) | | | - Paris: Éditions de la Sirène, 1919                                                                             |
| 1919-1920 de novembre au 3 janvier | Trois petites pièces montées                                  | pour orchestre                                     | Recueil de trois pièces pour orchestre, d'après les histoires de François Rabelais (1483-1553). Le titre d'origine était Trois petites marches . - No.1: De l'enfance de Pantagruel, (Rêverie) – pour flûte, hautbois, clarinette, basson, cor et cordes (violons I. & II., altos, violoncelles, contrebasses). (1:55) - No.2: Marche de Cocagne, (Démarche) – pour flûte, clarinette, basson, cor, 2 trompettes, trombone, cymbale, grosse caisse et cordes (violons I. & II., altos, violoncelles, contrebasses). (1:20) - No.3: Jeux de Gargantua, (Coin de polka) – pour flûte, hautbois, clarinette, basson, cor, trompette, trombone, tarolle, grosse caisse et cordes (violons I. & II., altos, violoncelles, contrebasses). (1:50) | - « à Madame Julien Henriquet » | - Paris: Comédie des Champs Élysées, Vladimir Golschmann (dir), 21 février 1920 | - Paris: Éditions de la Sirène, 1921                                                                             |
| (1920) | Trois petites pièces montées (Arr. Erik Satie)                | pour piano à 4 mains                               | Réduction pour piano à 4 mains par Érik Satie. - No.1: De l'enfance de Pantagruel, (Rêverie) – modéré. (1:00 à 2:15) - No.2: Marche de Cocagne, (Démarche) – temps de marche. (0:40 à 1:20) - No.3: Jeux de Gargantua, (Coin de polka) – mouvement de polka. (1:30 à 2:10) | - « à Madame Julien Henriquet » | - Paris?: André Salomon & Érik Satie, 19 décembre 1920 | - Paris: Éditions de la Sirène, 1920                                                                             |
| 1920 | Rêverie de l'enfance de Pantagruel (Arr. Erik Satie)          | pour piano                                         | Réduction pour piano solo de la première pièce (Trois petites pièces) par Érik Satie. - Rêverie de l'enfance de Pantagruel – modéré. (1:10 à 1:55) | - « à Madame Julien Henriquet » | | - Paris: Éditions de la Sirène, 1920                                                                             |
| 1919 décembre | [Sixième nocturne]                                            | pour piano                                         | Pièce pour piano confiée à Robert Caby par l'auteur, en 1925, puis révisée et éditée par Robert Orledge en 1987. - [Sixième nocturne] – (1:20 à 2:10) | | - Théâtre de Northcott, Exeter University, Robert Orledge (p), 29 mai 1987 | - Ed. R. Orledge, 1987                                                                                           |

### 1920-1925 - Dernières œuvres
| Date | Nom de l'œuvre                                                                            | Catégorie                                                         | Détail | Dédicace & annotations                                 | Première | Éditions |
| --- | ----------------------------------------------------------------------------------------- | ----------------------------------------------------------------- | --- | ------------------------------------------------------ | --- | --- |
| |                                                                                           |                                                                   | |                                                        | | |
| 1920 février à mars                                                                                              | Musique d'ameublement [No.2] ou (Sons industriels)                                        | musique de chambre                                                | Deux courts entr'actes pour 3 clarinettes, trombone et piano à 4 mains. Le No.1 est une adaptation de la chanson pour les étudiants Gaudeamus igitur ou La brièveté de la vie . Le No.2 parodie Connais-tu le pays, où fleurit l'oranger ? tiré de l'opéra Mignon , acte premier, d'Ambroise Thomas (1811-1896) ainsi qu'un thème de Danse macabre de Camille Saint-Saëns (1835-1921). - Premier Entr'acte: (Chez un «bistrot») – avec entrain. (1:00) - Second Entr'acte: (Un salon) – bellement. (1:50) |                                                        | - Paris: Galerie Barbazanges, avec Marcelle Meyer (p), Andrée Varaubourg (p), le 8 mars 1920                                                                    | - Paris: Salabert, 1998 |
| 1920 avril | Robinson Crusoé                                                                           | Opéra                                                             | Projet avorté d'opéra de Jean Cocteau (1889-1963), pour une trilogie dont seul Paul et Virginie sera débuté puis abandonné en 1923. |                                                        | | - Projet avorté |
| 1920 avril | Don Quichotte                                                                             | Opéra                                                             | Projet avorté d'opéra de Jean Cocteau (1889-1963) qui devait former avec Robinson Crusoé » et Paul et Virginie », une trilogie lyrique. Il existe quelques brouillons et esquisses de ces projets que Satie a rédigé avant de les refuser. |                                                        | | - Projet avorté |
| 1920 juin | Premier menuet                                                                            | pour piano                                                        | Pièce pour piano. Probablement qu'une suite de 3 menuets était prévue. - Premier menuet – (1:35 à 3:00) | - « à Claude Dubosq »                                  | - Salle de La Ville l'Evêque, Marcelle Meyer (p), 17 janvier 1922                                                                                               | - Paris: Editions de la Sirène, 1922                                                                                            |
| 1920 de juillet à octobre No.1: 26 août No.2: 23 septembre No.3: septembre à octobre                             | La belle excentrique (Fantaisie sérieuse)                                                 | musique de ballet pour petit orchestre                            | Suite de danses avec interlude, pour un ballet et petit orchestre : piccolo, hautbois, clarinette, cor, trompette, trombone, 2 percussions (caisse claire, cymbales et grosse caisse) et cordes. Argument et titre de Jean Cocteau (1889-1953), mise en scène et chorégraphie d'Élisabeth Toulemont (1889-1971) alias Caryathis qui a également commandé l’œuvre à Satie. Un mouvement est basé sur Légende californienne. L'interlude était probablement répété entre chaque danse. Il y a quelques brouillons de premières versions pour les Nos.1 et 3. (10:00) Trois danses pour trois périodes : - Danse No.1: Marche franco-lunaire : (1900) Marche pour une grande cocotte – (1:40 à 2:00) - Interlude: Grande ritournelle (Très parisien), (instrumental) – (2:20) - Danse No.2: Valse du mystérieux baiser dans l'œil : (1910) Élégance du cirque (Écuyère) – (2:35) - Interlude: (Reprise de la Grande ritournelle ») – (2:20) - Danse No.3: Cancan Grand-Mondain : (1920) Cancan moderne – (2:00) | - « à Madame Caryathis » (Elisabeth Toulemont)         | - Paris, Théâtre du Colisée, Vladimir Golschmann (dir), 14 juin 1921                                                                                            | - Paris: Editions de la Sirène, 1922 - Paris: Max Eschig, 1950                                                                  |
| (1920) | La belle excentrique (Fantaisie sérieuse) (Arr. Erik Satie)                               | pour piano à 4 mains                                              | Réduction pour piano à 4 mains par Érik Satie. Révision par Ornella Volta en 1987. (7:30 à 10:00) - Grande ritournelle – pas trop vite (Peut être repris entre chaque danse). (1:30 à 2:15) - No.1: Marche franco-lunaire – (1:20 à 2:30) - No.2: Valse du mystérieux baiser dans l'œil – mouvement de valse. (1:40 à 2:40) - No.3: Cancan Grand-Mondain – galop. (1:30 à 2:15) | - « à Madame Caryathis » (Elisabeth Toulemont)         | - Paris?: Chez Pierre Bertin, 8 janvier 1921 | - Paris: Editions de la Sirène, 1922 - Paris: Max Eschig, 1987                                                                  |
| (1920?) | La belle excentrique (Arr. Erik Satie)                                                    | pour piano                                                        | Réduction pour piano solo par Érik Satie des deux premières danses. (4:00) - No.1: Marche franco-lunaire – (1:55 à 2:30) - No.2: Valse du mystérieux baiser dans l'œil – mouvement de valse. (2:30) | - « à Madame Caryathis » (Elisabeth Toulemont)         | | |
| 1920 de septembre à décembre No.1: 27 septembre No.2: 8 octobre No.3: 25 novembre No.4: décembre                 | Quatre petites mélodies                                                                   | pour voix et piano                                                | Recueil de quatre courtes mélodies pour voix et piano. Les librettistes sont : No.1: Alphonse de Lamartine (1790-1869), No.2: Jean Cocteau (1889-1963), No.3: anonyme (du XVIIIe) et No.4: Raymond Radiguet (1903-1923). (2:50 à 3:20) - No.1: Élégie – déclamé, lent. (0:40 à 1:10) « Que me font ces vallons, ces palais, ces chaumières » - No.2: Danseuse – non vif. (0:30 à 0:45) « Le crabe sort sur ses pointes, Avec ses bras en corbeille » - No.3: Chanson – assez lent. (0:40) « C'est mon trésor, c'est mon bijou le joli trou par où ma vigueur se réveille » - No.4: Adieu – modéré. (0:40 à 0:55) « Amiral ne crois pas déchoir, En agitant ton vieux mouchoir » | - No.1: hommage à Claude Debussy, décédé en 1918       | | - Paris: Éditions de la Sirène, 1922                                                                                            |
| 1921 de juin à août                                                                                              | Alice au Pays de Merveilles                                                               | musique pour ballet                                               | Ballet d'après l’œuvre classique de Lewis Carroll (1832-1898), transcrit par Louise Norton (Varèse) (1890-1989) à la demande d'Érik Satie. Le scénario et la musique ont été perdus ou n'ont jamais été commencés. |                                                        | | - Œuvre perdue ou avortée |
| 1921 30 août | Sonnerie pour réveiller le bon gros Roi des singes (lequel ne dort toujours que d'un œil) | musique de chambre                                                | Composition de fanfare pour 2 trompettes. - Sonnerie pour réveiller le bon gros Roi des singes – mouvement de marche (sur les pieds), assez alerte. (1:10) |                                                        | - Londres: Queen's Hall, Eugène Goossens (dir), 27 octobre 1921                                                                                                 | - Ed. Fanfare No.1, 1921 - Londres: Goodwin & Tabb, 1921                                                                        |
| 1921 d'août à septembre                                                                                          | Supercinéma                                                                               | musique pour ballet                                               | Ballet sur un argument d'Érik Satie et d'André Derain (1880-1954) pour les Ballets suédois de Rolf de Maré (1888-1964). Œuvre perdue ou jamais commencée. |                                                        | | - Œuvre perdue ou avortée |
| 1921 | Motifs lumineux                                                                           | pour piano                                                        | Pièces pour piano illustrées par Jules Dépaquit. Probablement que les trois gigues de Jack in the Box étaient incluses dans l’œuvre aujourd'hui perdue. |                                                        | | - Paris: Ed. Musicale de La Sirène? - Œuvre perdue                                                                              |
| 1921-1922 d'août 1921 à décembre 1922                                                                            | La Naissance de Venus                                                                     | musique pour ballet                                               | Ballet s'inspirant des peintures de Botticelli sur un argument d'Érik Satie et d'André Derain (1880-1954). Œuvre perdue ou jamais commencée. |                                                        | - Première envisagée: Opéra de Paris, les Ballets russes de Serge de Diaghilev,1921                                                                             | - Œuvre perdue ou avortée |
| 1922-1923 durant l'hiver                                                                                         | Les Archidanses [Suite d'Archidanses]                                                     | musique pour ballet                                               | Projet de ballet de 20 minutes ou de 2 000 secondes, en deux parties et trois tableaux, avec interlude, sur un argument d'Érik Satie et d'André Derain (1880-1954) et probablement avec Serge de Diaghilev (1872-1929). Œuvre perdue ou jamais commencée. |                                                        | | - Œuvre perdue ou avortée |
| 1923 28 mars | Tenture de Cabinet préfectoral ou [Musique d'ameublement No.3]                            | musique de chambre                                                | Pièce pour petit ensemble, commandée par Agnès Meyer pour sa résidence à Washington (USA). Pour piccolo, clarinette, basson, cor, trompette, percussions et cordes. - Tenture de Cabinet préfectoral – (2:45 à 6:10) | - « à Madame Eugène Mayer » (Agnès)                    | | - Paris : Salabert, 1975 |
| (1987?) | Musique d'ameublement (Arr. Hiroshi Yamaguchi)                                            | pour 2 pianos                                                     | Réduction par Hiroshi Yamaguchi pour 2 pianos. Voir 1918 pour les Nos.2 & 3. - No.1: Tenture de Cabinet préfectoral – (3:10) |                                                        | | |
| 1922-1923 décembre 1922 au 30 mai 1923                                                                           | Divertissement : La Statue retrouvée (en)                                                 | musique de bal pour orgue et trompette ou pour piano et trompette | Divertissement avec danse, pour orgue et trompette (final) sur un argument de Jean Cocteau (1889-1963), commandé par la Comtesse Édith de Beaumont, pour un bal masqué, dans la salle de danse avec orgue de leur hôtel particulier à Paris. (voir aussi « Ludions »). Décors de Pablo Picasso (1881-1973) et chorégraphie de Léonide Massine (1896-1979), soit l'équipe de Parade » au complet. (1:05 à 1:30) - No.1: Entrée – mouvement de marche. (0:10) - No.2: Première recherche – (0:15) - No.3: Deuxième recherche – (0:15) - No.4: A deux (vers la statue) – (0:20) - No.5: [Retraite] – (0:15) |                                                        | - Première privée: Paris: Chez le Comte Étienne de Beaumont, Érik Satie (org), 30 mai 1923                                                                      | - Paris: Salabert, 1995 - Textes perdus                                                                                         |
| 1923 15 mai | Ludions                                                                                   | pour voix et piano                                                | Cycle de cinq courtes mélodies pour voix et piano (ou orgue) d'après des poèmes humoristiques de Léon-Paul Fargue (1876-1947). Des esquisses de premières versions rejetées existent pour la No.1 (2 versions) et la No.2. - No.1: Air du rat – tranquille, en sol majeur. (0:40) « Abi Abirounère Qui que tu n'étais don ? Une blanche monère » - No.2: Spleen – modéré, en do mineur. (0:40 à 0:60) « Dans un vieux square où l'océan Du mauvais temps met son séant » - No.3: La grenouille américaine – mouvement de marche, en la bémol majeur. (1:00) « La grenouille améouicaine Me regarde de par-dessus » - No.4: Air du poète – grave, en fa mineur. (0:45 à 1:05) « Au pays de Papouasie J'ai caressé la Pouasie » - No.5: Chanson du chat – gaiement, en fa majeur. (0:45) « Il est une bébète Tili petit n'enfant Tirelan » |                                                        | - Première publique: Paris, Salle des Agriculteurs, Jane Bathori (s) & Érik Satie (p), 21 décembre 1923                                                         | - No.1: la revue The Transatlantic, mai 1924 - No.4: Les feuilles libres, février 1924 - Intégrale: Paris: Rouart-Lerolle, 1926 |
| 1923 mai | Ludions (Arr. Érik Satie)                                                                 | pour voix et orgue                                                | Arrangement pour voix et orgue des cinq mélodies pour la première en privé chez la Comtesse Édith de Beaumont, pour un bal masqué dont la thématique était « l'Antiquité sous Louis XIV ». (Voir aussi « La statue retrouvée »). - No.1: Air du rat - No.2: Spleen - No.3: La grenouille américaine - No.4: Air du poète - No.5: Chanson du chat |                                                        | - Première privée: Paris: Chez la Comtesse Edith de Beaumont, Marie-Blanche Jasquemaire (s) & Érik Satie (org), 30 mai 1923                                     | - Œuvre inédite |
| 1923 durant l'été                                                                                                | Couleurs                                                                                  | musique pour ballet                                               | Ballet sur un argument d'Érik Satie et d'André Derain (1880-1954). Œuvre perdue ou jamais commencée. |                                                        | - Première envisagée: Monte Carlo: les Ballets russes de Serge de Diaghilev,1923-24                                                                             | - Œuvre perdue ou avortée |
| 1923 juillet | [Le Roi de la grande ile]                                                                 | pour voix et piano?                                               | Mélodie pour voix et piano?, d'après un poème de Maurice Lesieutre (1879-1975) Le gueuleton noir ou Le Roi de la grande ile, un grand repas donnait écrit pour l'Almanach de Cocagne pour l'An 1924 édité par Bertrand Guégan (1892-1943). |                                                        | | - Poésie: Ed. Bertrand Guégan, 1923 - Paris: Almanach de Cocagne pour l'An 1924                                                 |
| 1923 de juillet au 15 décembre Acte 1: 25 août Acte 2: 11 septembre Acte 3: 6 octobre Orchestration: 15 décembre | Scènes nouvelles pour « Le Médecin malgré lui »                                           | Opéra                                                             | Composition de 9 récitals et d'un final pour voix et orchestre pour l’opéra-comique en trois actes de Charles Gounod (1818-1893) Le médecin malgré lui », adaptation de la pièce de Molière de 1666 sur des textes de Jules Barbier (1825-1901) et de Michel Carré (1821-1872). Opéra chanté produit par Serge de Diaghilev (1872-1929) à Monte Carlo en janvier 1924. Décors et costumes d'Alexandre Benois (1870-1960), chorégraphie de Bronislava Nijinska (1891-1972). Pour 2 flûtes, 2 hautbois, 2 clarinettes, 2 bassons, 2 cors, 2 trompettes, timbales et cordes. (spectacle complet: 1h25:00) Acte I. - Récital No.1: Martine, Sganarelle « Et maintenant va, je m'en vais au bois » - Récital No.2: Martine, Lucas, Valère « Par guenne, j'a vous pris là tous deux une guèble de commission » Acte II. - Récital No.3: Jacqueline, Lucas, Valère, Géronte « Le diantre soit des amoureux et de leurs chansons » - Récital No.4: Lucas, Sganarelle, Valère, Géronte « Taisez-vous je vous prie, Vous prenez trop de soins » - Récital No.5: Léandre, Sganarelle « Je reviendrai voir, sur le soir, Dans quel état elle sera » Acte III. - Récital No.6: Léandre, Sganarelle « Comment me trouvez-vous ? Je crois me déguiser aux yeux de père » - Récital No.7: Jacqueline, Sganarelle « Voici la belle nourrice. Ah ! nourrice de mon cœur » - Récital No.8: Lucas, Géronte « Holà ! Lucas ! n'as tu point vu ici notre médecin ? » - Récital No.9: Sganarelle, Géronte, Léandre « Ah! quelle impétuosité de paroles ! » - Octuor final: allegro. Lucas, Jacqueline, Léandre, Sganarelle, Géronte, Valère, Lucinde « Cet héritage, mon père, a bien su vous faire changer » |                                                        | - Casino de Monte Carlo, les Ballets russes de Serge de Diaghilev, 5 janvier 1924                                                                               | - Liverpool: Aerial Kites Press, 2001                                                                                           |
| 1920-23 de août 1920 à fin 1923                                                                                  | Paul & Virginie                                                                           | Opéra                                                             | Opéra-comique incomplet en trois actes, sur un projet et textes de Jean Cocteau (1889-1963) et de Raymond Radiguet (1903-1923). Décors et costumes d'André Derain (1880-1954). Le projet sera abandonné par Satie et repris en 1931 par Henri Sauguet (1901-1989) qui s'inspirera de ses recherches. Ce projet faisait partie d'une trilogie lyrique de Cocteau avec les projets de 1920 Robinson Crusoé et Don Quichotte . Un seul fragment, le début d'un chœur pour l'acte I. a été retrouvé ainsi que quelques esquisses, comme un projet de danse pour Paul ou d'une chanson pour Virginie. Acte I. - No.1: Chœur des marins (La Belle cubaine) – pour ténor, chœur d'hommes et piano. « Ils étaient tous jeunes et beaux, Sur la Belle cubaine, Oh! Oh! » - No.2: Duo des deux mères – mezzo-soprano, contralto et piano. |                                                        | - Première envisagée: Théâtre des Champs-Élysées, mai 1922 - puis le Second Festival Français de l'Opéra-Comique, les Ballets russes de Serge de Diaghilev,1924 | - Projet incomplet et abandonné                                                                                                 |
| 1923 | Chœur des marins (La Belle cubaine)                                                       | pour voix et piano ou pour voix et orgue                          | Mélodie pour voix et piano ou orgue, extraite de l'opéra Paul & Virginie. Révision et édition de Robert Orledge. - Chœur des marins (ou La Belle cubaine). (3:00) « Ils étaient tous jeunes et beaux, Sur la 'Belle Cubaine' Oh! Oh! » |                                                        | | - Ed. Robert Orledge, 1990 |
| 1924 | Concurrence                                                                               | musique de ballet                                                 | Projet de ballet sur un argument d'Érik Satie et André Derain (1880-1954). Le ballet sera produit en 1932 par Derain mais sur une musique de Georges Auric (1899-1983), par les Ballets de Monte Carlo à Paris. |                                                        | | - Projet abandonné - Scénario perdu                                                                                             |
| 1924 | Quadrille                                                                                 | musique de ballet                                                 | Musique de ballet s'inspirant de Souvenirs de Munich d'Emmanuel Chabrier (1841-1894). Argument de Satie et de Georges Braque (1882-1963), pour les Ballets russes de Serge de Diaghilev (1872-1929). Œuvre perdue ou jamais commencée. |                                                        | | - Œuvre perdue ou avortée |
| 1924 février | Deux petites Choses                                                                       | musique de ballet                                                 | Deux petits opéras? avec Tristan Tzara (1896-1963) dont il ne reste ni le scénario ni la musique. Œuvre perdue ou probablement jamais commencée. |                                                        | | - Œuvre perdue ou avortée |
| 1924 de fin février au 16 mai Tableau 1: mars Tableau 2: 9 avril Tableau 3: 17 avril Orchestration: 16 mai       | Mercure, poses plastiques en trois tableaux ou (Les aventures de Mercure)                 | musique de ballet pour orchestre                                  | Ballet en trois tableaux, s'inspirant des Poses plastiques de Pablo Picasso (1881-1973) et commandé par le Comte Étienne de Beaumont (1883-1956) pour ses soirées privées parisiennes. Musique pour orchestre : piccolo, flûte, hautbois, 2 clarinettes, basson, 2 cors, 2 trompettes, trombone, tuba, 2 percussions et cordes. Décors et costumes de Pablo Picasso (1881-1973) et chorégraphie de Léonide Massine (1896-1979). Le mouvement No.3 est une transposition de la Fugue-valse » de 1906. (12:40 à 21:20) - Danse No.1: Ouverture – mouvement de marche. (1:10 à 1:55) Premier tableau : - No.2: La nuit – (1:00 à 1:50) - No.3: Danse de tendresse (Apollon et Vénus) – (2:00 à 3:20) - No.4: Signes du Zodiaque – (0:50) - No.5: Entrée et Final: Danse de Mercure – (1:15 à 2:00) Deuxième tableau : - No.6: Danse des Grâces – (1:05 à 1:50) - No.7: Bain des Grâces – (1:10 à 2:10) - No.8: Fuite de Mercure – (0:35) - No.9: Colère de Cerbère – (0:20 à 0:40) Troisième tableau : - No.10: Polka des lettres – (1:00) - No.11: Nouvelle danse – (1:40 à 2:35) - No.12: Le chaos (Apparition du chaos) – (0:30 à 1:00) - No.13: Final: Rapt de Proserpine – (1:10 à 1:50) | - « à Madame la Comtesse Étienne de Beaumont » (Edith) | - Paris: Théâtre de la Cigale, Roger Désormière (dir), 15 juin 1924                                                                                             | - Vienne: Universal Edition, 1977                                                                                               |
| (1924) | Mercure (Arr. Érik Satie)                                                                 | pour piano                                                        | Réduction pour piano solo par Érik Satie. (12:30) - Danse No.1: Ouverture: – mouvement de marche. (1:15) Premier tableau : - No.2: La nuit – lent. (1:10) - No.3: Danse de tendresse – pas vite (un peu lent). (1:40) - No.4: Signes du Zodiaque – allegretto tranquillo. (0:40) - No.5: Entrée et danse de Mercure – légèrement alerte (sans trop). (1:15) Deuxième tableau : - No.6: Danse des Grâces – mouvement de valse. (1:00) - No.7: Bain des Grâces – très calme (sans aucune nuance). (1:10) - No.8: Fuite de Mercure – légèrement plus vif que le précédent. (0:20) - No.9: Colère de Cerbère – vif. (0:25) Troisième tableau : - No.10: Polka des lettres – élégant. (1:00) - No.11: Nouvelle danse – même temps que précédemment. (1:10) - No.12: Le chaos – temps de polka. (0:30) - No.13: Final: Rapt de Proserpine – temps de marche. (1:10) | - « à Madame la Comtesse Étienne de Beaumont » (Edith) | | - Vienne: Universal Edition, 1930                                                                                               |
| 1924 de fin mai au 20 octobre Acte 1: 27 juillet Acte 2: 27 août Orchestration: de fin août au 20 octobre        | Relâche (Ballet instantanéiste)                                                           | musique de ballet pour orchestre                                  | Musique de ballet suédois pour petit orchestre, d'après un scénario en deux actes et des décors de Francis Picabia (1879-1953) de février 1924, Ballet instantanéiste », inspiré d'une première version en un acte de Blaise Cendrars (1887-1961) de novembre 1923 nommée Après-dîner . Pour flûte, hautbois, clarinette, basson, 2 cors, 2 trompettes, trombone, 2 percussions et cordes. Chorégraphie de Jean Börlin (1893-1930). C'est la dernière grande œuvre de Satie. En prélude, un premier film de René Clair (1898-1981) était projeté. Pendant l'entracte, un second film surréaliste Entr'acte était diffusé sur la musique d'Érik Satie Cinéma . (sans entracte: 20:00 à 22:50) Prélude : - Projection d'un court métrage – sans musique (?) - Danse No.1: Ouverturette (Ouverture). (1:00) Acte I. - No.2: Projectionette (Projection). (0:50) - No.3: Rideau. (0:20) - No.4: Entrée de la Femme. (1:20) – Arrêt - No.5: Musique entre l'entrée de la Femme et sa « Danse sans musique ». (0:40) - No.6: Danse sans musique de la Femme – sans musique. (?) - No.7: Entrée de l'Homme. (0:40) - No.8: Danse de la porte tournante (l'Homme et la Femme). (1:10) – Arrêt - No.9: Entrée des Hommes. (0:40) - No.10: Danse des Hommes. (0:35) - No.11: Danse de la Femme. (1:35) - No.12: Final. (1:10) Entr'acte symphonique : - Projection d'un film. Accompagné de la musique de Satie Cinéma ». (11:00 à 18:00) Acte II. - No.13: Musique de rentrée. (0:55) - No.14: Rentrée des Hommes. (0:50) - No.15: Rentrée de la Femme. (3:00) - No.16: Les Hommes se dévêtissent (la Femme se rhabille). (0:40) - No.17: Danse de l'Homme et de la Femme. (1:00) - No.18: Les Hommes regagnent leur place et retrouvent leurs pardessus. (0:55) - No.19: Danse de la brouette (la Femme et le Danseur). (1:50) - No.20: Danse de la couronne (la Femme seule). (0:50) - No.21: Le Danseur dépose la couronne sur la tête d'une spectatrice. (0:50) - No.22: La Femme rejoint son fauteuil. (1:05) - No.23: La queue du chien [Petite danse finale] (chanson mimée). (0:40) |                                                        | - Paris: Théâtre des Champs-Élysées, Roger Désormière (dir), Ballets suédois de Rolf de Maré, 4 et 7 décembre 1924                                              | - Paris: Salabert, 1924 - Paris: Rouart, Lerolle & Cie, 1926                                                                    |
| (1925) | Relâche (Arr. Érik Satie)                                                                 | pour piano                                                        | Réduction pour piano solo par Érik Satie. (19:50) - Danse No.1: Ouverture – largo. (1:05) Acte I. - No.2: Projection – un peu moins vite. (0:40) - No.3: Rideau – plus lent. (0:25) - No.4: Entrée de la Femme – très lent. (1:15) – Arrêt - No.5: Musique entre l'entrée de la Femme et sa « Danse sans musique » – allegretto (pas vite). (0:40) - No.6: Danse sans musique de la Femme – sans musique. (?) - No.7: Entrée de l'Homme – mouvement de marche. (0:40) - No.8: Danse de la porte tournante (l'Homme et la Femme) – valse modérée. (0:55) – Arrêt - No.9: Entrée des Hommes – (0:40) - No.10: Danse des Hommes – pas trop animé. (0:40) - No.11: Danse de la Femme – lent. (1:05) - No.12: Final – animé. (1:10) (Entr'acte :) - Cinéma, réduction pour piano – (9:50 à 16:30) Acte II. - No.13: Musique de rentrée – alerte. (1:00) - No.14: Rentrée des Hommes – pas vite. (0:55) - No.15: Rentrée de la Femme – très lent. (1:15) - No.16: Les Hommes se dévêtissent (la Femme se rhabille) – gentiment. (0:35) - No.17: Danse de l'Homme et de la Femme – valse. (1:15) - No.18: Les Hommes regagnent leur place et retrouvent leurs pardessus – marche. (0:50) - No.19: Danse de la brouette (la Femme et le Danseur) – presque lent. (1:20) - No.20: Danse de la couronne (la Femme seule) – (1:00) - No.21: Le Danseur dépose la couronne sur la tête d'une spectatrice – sans lourdeur. (0:45) - No.22: La Femme rejoint son fauteuil – très lent. (1:05) - No.23: Petite danse finale (chanson mimée) – (0:50) |                                                        | | - Paris: Rouart, Lerolle & Cie, 1926                                                                                            |
| (1926) | Relâche (Arr. Darius Milhaud)                                                             | pour piano à 4 mains                                              | Réduction pour Piano à 4 mains par Darius Milhaud (1892-1974). - Relâche, (ouverture et scènes 1 à 23) – (11:20) |                                                        | | - Paris: Rouart, Lerolle & Cie, 1926                                                                                            |
| 1924 26 octobre au 10 novembre                                                                                   | Cinéma (Entr'acte symphonique)                                                            | musique de chambre                                                | Pièce réalisée pour le ballet Relâche » d'Érik Satie et de Francis Picabia (1879-1953). Il était joué pendant l'entracte avec le film surréaliste de René Clair (1898-1981) Entr'acte . Pour flûte, hautbois, clarinette, basson, 2 cors, 2 trompettes, trombone, 2 percussions et cordes. - Cinéma, (Entr'acte symphonique) – pas trop vite. (11:00 à 18:00) Scènes du film et annotations : 1. Cheminées, ballons qui explosent 2. Gants de boxe et allumettes 3. Prises d'air, jeux d'échecs et bateaux sur les toits 4. La danseuse et figures dans l'eau 5. Chasseur et début de l'enterrement 6. Marche funèbre 7. Cortège au ralenti 8. La poursuite 9. Chute du cercueil et sortie de Börlin 10. Final (écran crevé et fin) |                                                        | - Paris: Théâtre des Champs-Élysées, Roger Désormière (dir), 4 et 7 décembre 1924                                                                               | - Paris: Salabert, 1924 - Paris: Rouart, Lerolle & Cie, 1926                                                                    |
| (1925) | Cinéma (Arr. Erik Satie)                                                                  | pour piano                                                        | Réduction pour Piano par Érik Satie. - Cinéma, (Entr'acte symphonique) – pas trop vite. (9:50 à 16:30) |                                                        | | - Paris: Salabert, 1972 |
| (1926) | Cinéma (Arr. Darius Milhaud)                                                              | pour piano à 4 mains                                              | Arrangement pour piano à quatre mains par Darius Milhaud (1892-1974). - Cinéma, (Entr'acte symphonique) – pas trop vite. (6:15 à 13:30) 1. Cheminées, ballons qui explosent – (1:30) 2. Gants de boxe et allumettes – (0:40) 3. Prises d'air, jeux d'échecs et bateaux sur les toits – (1:00) 4. La danseuse et figures dans l'eau – (0:40) 5. Chasseur et début de l'enterrement – (1:25) 6. Marche funèbre – (0:50) 7. Cortège au ralenti – (1:35) 8. La poursuite – (1:10) 9. Chute du cercueil et sortie de Börlin – (1:00) 10. Final (écran crevé et fin) – (1:05) |                                                        | | - Paris: Rouart, Lerolle & Cie, 1926                                                                                            |

## Recueils
| no | Année        | Nom de l'œuvre                                                   | Catégorie              | Détail | Dédicace | 1re édition                                                  |
| -- | ------------ | ---------------------------------------------------------------- | ---------------------- | --- | -------- | ------------------------------------------------------------ |
| 01 | 1904 janvier | Petit Recueil des Fêtes                                          | pour voix et piano     | Recueil de 4 chansons de cabaret composées en 1903 (ou 1899), sur des textes de Vincent Hyspa (1865-1938), pour voix et piano. - No.1: Le Picador est mort (1903) - No.2: Sorcière (1903) - No.3: Enfant martyre (1903) - No.4: Air fantôme (1903) |          | - Paris: Salabert, 1904 - Paris: Salabert cop, 1995 ou 1997  |
| 02 | 1904         | Les danses d'Erik Satie                                          | pour voix et piano     | Recueil de 4 danses pour voix et piano ou piano solo. La marche de 1904 « La transatlantique », a peut-être été rajoutée au recueil (d'après Le Figaro du 4 avril 1905). - No.1: Je te veux (1897) – valse chantée - No.2: Tendrement (1902) – valse chantée - No.3: Poudre d'or (1901) – valse pour piano - No.4: La Diva de l'Empire (1904) – valse chantée |          | - Paris: E. Baudoux, 1904                                    |
| 03 | 1929         | Quatre Préludes (posthumes)                                      | pour piano             | Recueil de 4 préludes de 1892, édité en 1929. - No.1: Fête donnée par des chevaliers normands en l’honneur d’une jeune demoiselle (1892) - No.2: Prélude d’Eginhard (1892 ou 1893?) - No.3: Premier prélude du Nazaréen (1892) - No.4: Second prélude du Nazaréen (1892) |          | - Paris: Rouart, Lerolle & Cie, 1929                         |
|    | (1939)       | Deux Préludes posthumes et une Gnossienne (Arr. Francis Poulenc) | pour orchestre         | Recueil de 3 orchestrations réalisées en 1939 par Francis Poulenc (1899-1963) pour 2 flûtes, 2 hautbois, (et cor anglais), 2 clarinettes, 2 bassons, 2 cors, 2 trompettes, 2 trombones, harpe et cordes. (9:00) - No.1: Fête donnée par les chevaliers normands en l'honneur d'une jeune demoiselle (1892) - No.2: Premier prélude du Nazaréen (1892) - No.3: Gnossienne No 3 (1889) |          | - Paris: Salabert, 1939?                                     |
| 04 | 1968         | Œuvres posthumes                                                 | pour piano             | Recueil de 2 pièces posthumes attribuées par erreur à Satie de 1970 à 1995 et édité en 1968 par Robert Caby (1905-1992). - No.1: Rêverie du pauvre (1900) - No.2: Petite musique du clown triste (1900) |          | - Paris: Salabert, 1968 - Ed. Robert Caby                    |
| 05 | 1968         | Carnet d'esquisses et de croquis                                 | pour piano             | Recueil de vingt petites pièces datant de 1897 à 1919 pour piano, révisés et édités par Robert Caby (1905-1992). (7:20 à 14:35) - No.1: [Air] (1914) - No.2: Essais – [Plus lent] (1905) - No.3: Notes (1905) - No.4: Notes (1905) - No.5: Le prisonnier maussade (1909) - No.6: Le grande singe (1909) - No.7: Exercices (1905) - No.8: Notes (1905) - No.9: Harmonies (1897) - No.10: Songerie vers « Jack » (1897) - No.11: Bribes (1905) - No.12: Choral (1905) - No.13: Exercices (1905) - No.14: Exercices (1905) - No.15: Exercices (1905) - No.16: Exercices (1905) - No.17: Petit prélude de « La mort de Monsieur Mouche » [Esquisses et sketch montmartrois, No.1] (1900) - No.18: [Gambades] [Esquisses et sketch montmartrois, No.2] (1905) - No.19: Arrière propos (1912) - No.20: [Petite danse] (1919) |          | - Paris: Musique Contemporaine, 1968 - Paris: Salabert, 1989 |
|    | (1968)       | Carnet de croquis et d'esquisses (Arr. Robert Caby)              | pour orchestre         | Recueil de 3 pièces pour piano orchestrées en 1968 par Robert Caby (1905-1992). - No.1: Harmonies (1897) - No.2: Caresse (1897) - No.3: Petite danse (1919) |          | - Paris: Bnf / Salabert, 1968                                |
|    | (1968)       | Deux sketches montmartrois, (1899-1914) (Arr. Robert Caby)       | pour orchestre         | Recueil de 2 petites pièces pour piano orchestrées par Robert Caby (1905-1992). - No.1: Petit prélude de la « Mort de monsieur Mouche ». (1900) - No.2: Gambades (1905) |          | - Paris: Bnf / Salabert, 1968                                |
| 06 | 1968         | Trois mélodies de 1886                                           | pour voix et piano     | Recueil de 3 mélodies de 1886-1887, sur des poèmes de J.-P. Contamine de Latour, édité en 1968 par Robert Caby (1905-1992). - No.1: Les anges (1887) - No.2: Élégie (1887) - No.3: Sylvie (1887) |          | - Paris: Musique Contemporaine, 1968                         |
| 07 | 1968         | Trois autres mélodies                                            | pour voix et piano     | Recueil de 3 mélodies sur des poèmes de J.-P. Contamine de Latour, édité en 1968 par Robert Caby (1905-1992). - No.1: Chanson (1887) - No.2: Chanson médiévale (1906) - No.3: Les fleurs (1887) |          | - Paris: Musique Contemporaine, 1968                         |
|    | (1968)       | Cinq mélodies orchestrées (Arr. Robert Caby)                     | pour voix et orchestre | Recueil de 5 mélodies orchestrées par Robert Caby (1905-1992). - No.1: Les anges (1887) - No.2: Les fleurs (1887) - No.3: Sylvie (1887) - No.4: Élégie (1887) - No.5: Chanson médiévale (1906) |          | - Paris: Bnf / Salabert, 1968                                |
| 08 | 1968         | Six pièces de la période 1906-13                                 | pour piano             | Recueil de 6 pièces pour piano édité par Robert Caby (1905-1992). - No.1: Désespoir agréable (1908) - No.2: Effronterie (Deux choses) (1909) - No.3: Poésie (Deux choses) (1909) - No.4: Prélude canin (1912) - No.5: Profondeur (1909) - No.6: Songe-creux (1909) |          | - Paris: Musique Contemporaine, 1968                         |
| 09 | 1968         | Musique intime et secrète (1908-1913)                            | pour piano             | Recueil d'exercices pour piano de 1908 (ou 1913?), édité par Robert Caby (1905-1992). (2:50) - No.1: Nostalgie (1908) - No.2: Froide songerie (1908) - No.3: Fâcheux exemple (1908) |          | - Paris: Musique Contemporaine, 1968                         |
| 10 | 1969         | Pages mystiques                                                  | pour piano             | Recueil de 3 pièces posthumes, nommé et édité en 1968 par Robert Caby (1905-1992). - No.1: Prière (1893) - No.2: Vexations (1893) - No.3: Harmonies (1895) |          | - Paris: Max Eschig, 1969                                    |
| 11 | 1975         | Deux œuvres de jeunesse                                          | pour piano             | Recueil de 2 valses. - No.1: Valse-ballet (1885) - No.2: Fantaisie-valse (1885) |          | - Paris: Salabert, 1975                                      |
| 12 | 1978         | Trois mélodies sans paroles                                      | (pour voix) et piano   | Recueil de 3 mélodies dont les paroles ont été perdues ou inachevées. Piano solo ou avec vocalises. - No.1: Rambouillet (1907) - No.2: Les oiseaux (1907) - No.3: Marienbad (1907) |          | - Paris: Salabert, 1978                                      |
|    | (1968)       | Quatuor intime et secret (Arr. Robert Caby)                      | pour quatuor à cordes  | Arrangement pour quatuor à cordes de seize pièces de la période 1900-1919, par Robert Caby (1905-1992). - No.1: Choral (No.6 de « Douze petits chorals » 1909) - No.2: Désespoir agréable (1908) - No.3: Nostalgie (1908) - No.4: Poésie (1909) - No.5: Songerie vers «Jack» (1897) - No.6: Nostalgie (1908) - No.7: Songe Creux (1909) - No.8: Fâcheux exemple (1908) - No.9: Profondeur (1909) - No.10: Froide songerie (1908) - No.11: Rêverie du pauvre (1900) - No.12: Harmonies délectables (1913) - No.13: Songe Creux (1909) - No.14: Mouvement de polka (1906) - No.15: Le grand singe (1909) - No.16: Petite danse (1919) |          | - Paris: Salabert, 1979                                      |